# Seznam postav seriálu Glee
Glee je hudebně dramatický televizní seriál, který vysílá televizní stanice Fox ve Spojených státech amerických. Soustředí se na středoškolský sbor New Directions, který se účastní hudební soutěže, zatímco se jeho členové vyrovnávají se vztahy, sexualitou a sociálními otázkami. Počáteční hlavní obsazení seriálu zahrnovalo vedoucího sboru a zároveň učitele španělštiny v jedné osobě Willa Schuestera (Matthew Morrison), trenérku roztleskávaček Sue Sylvester (Jane Lynch), výchovnou poradkyni Emmu Pillsbury (Jayma Mays), Willovu manželku Terri (Jessalyn Gilsig) a osm členů sboru, které hráli Dianna Agron, Chris Colfer, Kevin McHale, Lea Michele, Cory Monteith, Amber Riley, Mark Salling a Jenna Ushkowitz. V druhé sérii byli herci Mike O'Malley, Heather Morris a Naya Rivera z vedlejších rolí povýšeni k hlavnímu obsazení. V třetí sérii byl počet členů v hlavním obsazení stejný; k hlavním hercům sice přibyli Harry Shum mladší a Darren Criss, ale Gilsig a O'Malley se v seriálu objevují již jen jako hostující hvězdy. Ve čtvrté sérii byl mezi hlavní postavy povýšen Chord Overstreet a naproti tomu byly Mays a Agron odstraněny a vystupují pouze již jako vedlejší.
Seriál má mnoho vedlejších postav včetně učitelů, studentů i příbuzných členů sboru. V hostujících rolích se objevily i broadwayské hvězdy jako Idina Menzel, John Lloyd Young, Jonathan Groff a Kristin Chenoweth. Mnoho hlavních herců bylo také obsazeno přímo Broadwaye, zatímco ti, kteří z Broadwaye nebyli, museli prokázat vynikající zpěv, tanec i herecké schopnosti.

## Casting

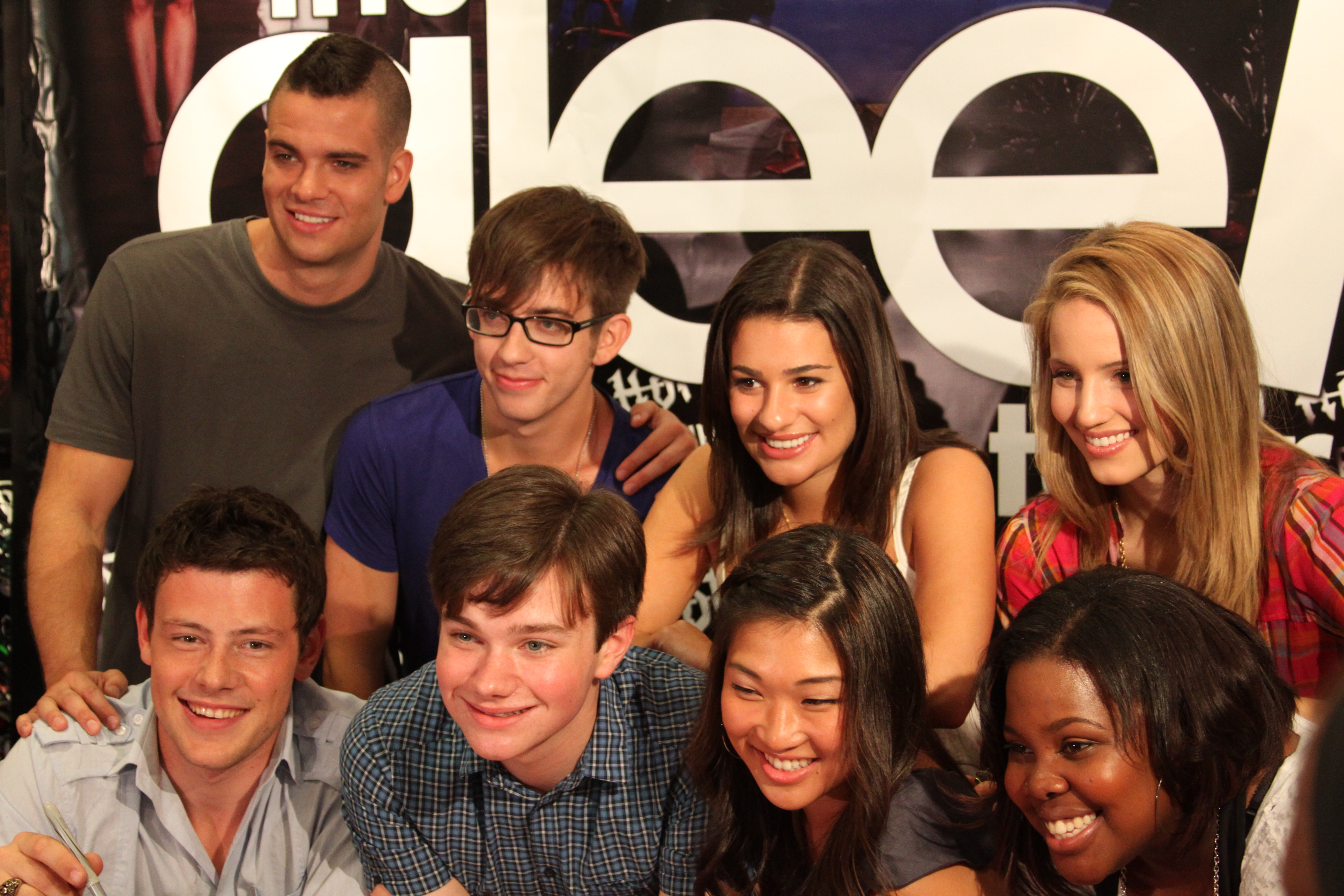
Původní obsazení seriálu Glee (zleva ve směru hodinových ručiček): Mark Salling, Kevin McHale, Lea Michele, Dianna Agron, Amber Riley, Jenna Ushkowitz, Chris Colfer a Cory Monteith

V castingu pro seriál hledal Ryan Murphy, hlavní tvůrce seriálu, herce, kteří se mohli ztotožňovat se shonem hraní divadelních rolí. Místo toho, aby použil tradiční telefonáty s výzvami na casting, tak Murphy strávil tři měsíce na Broadwayi, kde našel Matthewa Morrisona (Will Schuester), který předtím hrál v muzikálech Hairspray a The Light in the Piazza, Leu Michele (Rachel Berry), která ztvárnila hlavní roli v původním obsazení muzikálu Spring Awakening a Jennu Ushkowitz (Tina Cohen-Chang), z broadwayského revivalu muzikálu The King and I. Role Rachel byla napsána speciálně pro Leu Michele.
Chris Colfer (Kurt Hummel) původně přišel na casting pro roli Artieho Abramse. Ačkoliv neměl Colfer žádnou předchozí profesionální zkušenost, tak byl Murphy jeho výkonem tak unešen, že pro něj připsal roli Kurta Hummela, která je pojmenovaná po postavě Kurta z muzikálu Za zvuků hudby.
Herci na konkurzu bez předchozích divadelních zkušeností museli prokázat svou schopnost zpívat a tančit. Jayma Mays (Emma Pillsbury) se přihlašovala s písní "Touch-a, Touch-a, Touch-a, Touch Me" z The Rocky Horror Show, zatímco Cory Monteith (Finn Hudson) pro casting zvolil nahrávku sebe, jak hraje a byl požádán o druhou nahrávku, ve které „lacinou verzi ve stylu videoklipů z osmdesátých let“ písně "Can't Fight This Feeling" od REO Speedwagon. Cory Monteith řekl, že nedostatek jeho formálního vzdělání se odráží na schopnostech své postavy Finna Hudsona.
Kevin McHale (Artie Abrams) přišel z prostředí chlapecké hudební skupiny, protože před seriálem byl součástí skupiny Not Like Them. Konkurzu se účastnil s písní „Let It Be" a byl testován vedle Colfera a Ushkowitz. McHale vysvětlil, že rozmanitost obsazení odráží rozsah různých hudebních stylů v pořadu samotném: „Je to směs všeho: klasického rocku, současných věcí, R&B. Dokonce je tam zapojeno i muzikálové divadlo. Ne vždy to poznáte.“ Jane Lynch měla mít v seriálu pouze vedlejší roli, ale nakonec patří mezi role hlavní, protože její předchozí natáčení pilotního dílu pro ABC nevyšlo.

## Hlavní postavy

### Artie Abrams
Artie Abrams (Kevin McHale) je kytarista a ochrnutý vozíčkář. McHale popisuje Artieho jako „šprta“, který upřímně miluje sbor a používá ho jako formu úniku. Artie používá invalidní vozík kvůli poranění míchy, které se mu přihodilo při autonehodě, když mu bylo osm let. Během první série začíná přijímat své postižení a fakt, že si nikdy nesplní sen stát se tanečníkem. Prožívá vztah se členkou New Directions, Tinou Cohen-Chang, která se s ním rozchází na začátku druhé série. Poté Artie ztrácí panictví s roztleskávačkou Brittany Pierce. Artie a Brittany spolu chodí po většinu série, ale na konci druhé série se rozejdou. Ve třetí sérii je Artie ve třetím ročníku a režíruje školní muzikál a televizní vánoční speciál obsahující sbor pro místní televizní stanici. Později začne chodit s Kitty a ta ho prosí, ať jejich vztah zatají, ale později ho již přizná před celým sborem. Na konci čtvrté série se Artie dostane na filmařskou školu do New Yorku. V šesté sérii se vrací, aby pomohl svým přátelům, Rachel a Kurtovi, obnovit školní sbor.
McHale se ke Glee připojil od prostředí tance a zjistil, že je velmi náročné zvyknout si na věrohodné používání vozíku, ale své taneční schopnosti mohl použít v epizodě Sni dál, ve které Artie tančí v obchodním domě během snové sekvence. Epizoda Na vozíku, která se soustředí na Artieho a jeho postižení si vysloužila kritiku od umělců se zdravotním postižením, kteří cítili, že obsazení zdravého člověka do role zdravotně postiženého je nevhodné. Výkonný producent Glee, Brad Falchuk, na to odpověděl, že sice chápe obavy postižených umělců, ale McHale měl v sobě pěvecké a herecké schopnosti, talent i charisma, které role vyžaduje.

### Blaine Anderson
Blaine Anderson (Darren Criss) je představen jako homosexuální student na Daltonově akademii a člen sboru Slavíci (The Warblers), konkurenčního sboru New Directions. Byl původně zamýšlen jako vedlejší postava, ale od třetí série patří již mezi postavy hlavní. Postava je láskou pro Kurta, ačkoliv v epizodě „Za to může alkohol“ měl krátký úlet s Rachel, což ho ale utvrdilo v tom, že je skutečně gay. Ryan Murphy, tvůrce seriálu, řekl: "Darren má velký, velký charakterový oblouk… Tak nějak se stane Kurtovým mentorem a poté možná láskou – musí odejít ze své vlastní školy kvůli šikanování a jde na chlapeckou školu, kde ho přijmou, protože v této škole není šikana možná“. Blaine je velkým vzorem pro Kurta, který se do něj zamiluje. Během epizody Původní píseň si Blaine uvědomí, že sdílí Kurtovy pocity a políbí se. Poté, co se Kurt vrátí na McKinleyovu střední, tak společně navštíví maturitní ples jako pár. Na začátku třetí série se i Blaine rozhodne přestoupit na McKinleyovu střední, aby mohl být s Kurtem, a přidává se New Directions. Blaine je ve třetím ročníku, zatímco Kurt je již ve čtvrtém. Mají svou první sexuální zkušenost v epizodě Poprvé. Blaine je zraněn během konfrontace mezi New Directions a Slavíky a musí podstoupit operaci oka. Jeho vztah s Kurtem je později napjatý kvůli Kurtově dychtivosti jet po maturitě do New Yorku, což by je rozdělilo alespoň do té doby, než odmaturuje i Blaine, ale nakonec dají věci do pořádku a na konci roku jsou stále párem. Na začátku svého maturitního ročníku je Blaine nazván Artiem „novou Rachel“, protože sbor potřeboval nového hlavního zpěváka od doby, co Rachel a Finn odešli na vysoké školy. Během Kurtovy nepřítomnosti ho ale podvede s jiným chlapcem a poté se mu přizná. Ačkoliv řekne, že to nic neznamenalo, tak Kurt odchází a rozejde se s ním. V epizodě Glee, Actually Blaine přemýšlí, že půjde na NYADU a s Kurtem se usmíří. V poslední epizodě čtvrté série chce Blaine Kurta požádat o ruku.

### Rachel Berry
Rachel Barbra Berry (Lea Michele) je hlavní postavou a je „silnou a zapálenou“ členkou sboru, která je nepochopena svými vrstevníky. Michele roli v Glee přijala kvůli charakterizaci Rachel a řekla: „Není jen zpěvačka, ale má také velké srdce. Myslím si, že tohle potřebujeme v televizi.“ Michele popsala prvních třináct epizod seriálu jako: „Rachelina cesta k poznání sebe sama bez sboru“, což vysvětlila slovy: „Učí se být týmovým hráčem a pracovat s touto skupinou.“
Rachel má v celém seriálu střídavé vztahy s Finnem. Krátce chodí s jeho nejlepším přítelem Puckem a později chodí s Jessem St. Jamesem (Jonathan Groff), hlavním zpěvákem konkurenčního sboru Vocal Adrenaline, který ji nakonec zradí ve prospěch svého sboru. Rachel zjistí, že vedoucí Vocal Adrenaline, Shelby Corcoran (Idina Menzel) je její biologická matka. Rachel má dva homosexuální otce, ale Shelby a Rachel se nepodaří navázat vztah. Na konci první série vyznává Finn Rachel lásku. Pár spolu chodí po celé léto a několik epizod v druhé sérii, ale rozejdou se, když se Rachel líbá s Puckem, aby se pomstila Finnovi. Pomstila za to, že jí lhal ohledně ztráty jeho panictví se Santanou v první sérii. Na konci druhé série se pár na národním kole v New Yorku dá opět dohromady, ačkoliv Rachel varuje Finna, že se do New Yorku vrátí ihned, jak odmaturuje. Ve třetí sérii hraje Rachel roli Marii ve školním představení muzikálu West Side Story a poprvé se s Finnem vyspí. V novém roce Finn požádá Rachel o ruku a ona to přijímá. Ačkoliv zkazí své přijímací zkoušky na newyorskou uměleckou vysokou školu, NYADU, tak jí její výkon na národním kole soutěže sborů v Chicagu zachrání a nakonec je na školu přijata, ale Finn je ze své newyorské školy odmítnut. Po maturitě, v den jejich svatby, ji Finn odveze na vlakové nádraží a oznámí jí, že ona pojede do New Yorku bez něj. Na začátku na vysoké škole zažívá Rachel krušné časy: když se s Kurtem baví po telefonu, tak se zhroutí kvůli problémům se spolubydlící. Kurt jí navrhne, že by si měla najít nový byt a řekne jí ať se otočí (Kurt přijel též do New Yorku) a ti dva si společně pronajmou byt a později se k nim jako spolubydlící přidá i Santana.

### Mike Chang
Michael Robert „Mike" Chang mladší (Harry Shum mladší) je fotbalista a tanečník, který se připojí k New Directions v epizodě V jiném stavu. Shum řekl, že Mike je stydlivý a že se připojil ke sboru, i když to znamená „společenskou sebevraždu, ale zato konečně najde místo, kde může vyjádřit jaký doopravdy je a cítí se zde i tak přijímaný“. Byl původně vedlejší postavou, bez svých vlastních dějových zápletek, ale nakonec mu scenáristé přisoudili i roli hlavní. Na konci první série Mike říká, že před New Directions, "jsem se bál tancovat mimo svůj pokoj.“ V druhé sérii začne chodit s Tinou a má své první pěvecké vystoupení v duetu "Sing!" z muzikálu A Chorus Line. Následně je vybrán pro taneční číslo s Brittany na výběrové kolo soutěže sborů v epizodě Kurtova válka. Své první taneční sólové vystoupení má v epizodě Večer přehlížených. V první epizodě třetí série s názvem Projekt „Fialové piano“ Mike řekne, že je nyní v maturitním ročníku a Shum je jako Mike povýšen mezi hlavní postavy seriálu. Mike se přihlašuje do školního muzikálu West Side Story, i přes zákazy svého otce, který ho poté krátce popře, než pochopí, jak hluboká je Mikova touha stát se tanečníkem a nakonec i podporuje jeho rozhodnutí jít na vysokou školu zaměřenou na tanec. Mike získá stipendium do baletní školy Joffrey v Chicagu a na konci série maturuje. Na konci školního roku jsou s Tinou stále pár, ale během léta se rozejdou.

### Tina Cohen-Chang
Tina Cohen-Chang (Jenna Ushkowitz) se hlásí do sboru s písní "I Kissed a Girl" od Katy Perry. Zpočátku se obléká jako školačka, ale i jako gotička. Jde na rande s Artiem a přiznává se mu, že předstírala koktání od šesté třídy, protože chtěla mít od lidí odstup, ale nyní je částí sboru a už to nechce. Jejich vztah pokračuje až do konce první série. Tina a Mike Chang mají na letním asijském táboře dozor a zde se do sebe zamilují. Tina se formálně rozejde s Artiem na začátku druhé série a s Mikem se stanou jediným párem, který vydržel celý školní rok s nejdelším neporušeným vztahem mezi členy sboru, jaký vznikl. Ve třetí sérii je Tina ve třetím ročníku, zatímco Mike již ve čtvrtém a Tina mu pomáhá s rozhodnutím, zda se přidat ke školnímu muzikálu a pomáhá mu vybrat vhodnou vysokou školu. Tina také řekne Rachel a ostatním dívkám, že svůj první sex s Mikem měla v létě, kde i ztratila své panenství. Tina se s Mikem rozchází přes léto, poté, kdy odmaturuje, ale zůstanou blízkými přáteli.

### Sam Evans
Sam Evans (Chord Overstreet) je přestupující student, který se ve druhé sérii přidá k fotbalovému týmu. Finn ho podpoří k přidání se k New Directions a přidává se ke zpěvákům ze sboru ve skupinovém ztvárnění písně "Billionaire", stejné písně, kterou Overstreet zpíval ve studiu na konkurzu pro Glee. I přesto, že ví, že tím jeho sociální status velice utrpí, tak se Sam nakonec přidává ke sboru. Se sohlasem Finna a Rachel vytvoří pár s Quinn pro duetovou soutěž a nakonec vyhrají. Večeře vítězů se nakonec ukáže jako jejich první rande a později i společně zpívají na výběrovém kole soutěže sborů. Během schůzky se Sam přizná, že používal citrónovou šťávu, aby se mu vybělily vlasy, poté, co ho Kurt obviní, že si barví vlasy na bloďato. Quinn přijme Samův prsten slibu poté, co ochrání Mika a Artieho, když na ně Karofsky zaútočí, protože mu řekli, aby přestal šikanovat Kurta. Ale později v sérii Quinn políbí Finna a Samovi o tom neřekne. Sam se to dozví od Santany na konci epizody Návrat. Sam se s Quinn rozchází a začne chodit se Santanou, ačkoliv ona ho později odkopne, aby předstírala vztah s Karofskym. Samovi rodiče ztrácí práci, jejich dům je zabrán exekutorem a rodina je donucena přestěhovat se do motelu. Poté, co spolu šli na ples, tak spolu Sam a Mercedes začnou tajně chodit. Samova rodina se přes léto přestěhuje do Kentucky, ale Finn a Rachel ho na podzim přesvědčí vrátit se k New Directions, aby mohli soutěžit ve výběrovém kole soutěže sborů. Ačkoliv ví, že má Mercedes nového přítele, snaží se jí získat zpět. Ve čtvrté sérii v epizodě Britney 2.0 pomáhá Brittany, když si prochází těžkými chvílemi a stávají se blonďatými přáteli. V epizodě Makeover pořádá s Blainem kampaň pro kandidaturu na prezidenta ročníku proti Brittany a Artiemu. V epizodě Swan Song, Sam prozrazuje Brittany, že do ní byl vždy tajně zamilovaný. Ona mu řekne, že s ním nemůže být, protože nechce, aby byl kvůli ní v nebezpečí. Později v této epizodě mu ale řekne, že s ním chce být a políbí se a po dobu čtvrté série spolu chodí, než na konci série Brittany odejde.
Po obsazení Overstreeta začala média spekulovat o tom, že by Sam mohl být vytvořen jako přítel pro Kurta. Overstreet to později potvrdil, ale řekl, že tato dějová linie byla upravena a spárovala Sama a Quinn, jako výsledek chemie, kterou tvůrci zpozorovali mezi ním a Diannou Agron. Overstreet seriál opustil, když si myslel, že ve třetí sérii nebude jeho postava vyzvednuta, ale následně se v osmé epizodě třetí série vrátil. Od čtvrté série je povýšen mezi hlavní postavy.

### Quinn Fabray
Quinn Fabray, pravým jménem Lucy Quinn Fabray (Dianna Agron) je představena jako Finnova přítelkyně, hlavní roztleskávačka a vedoucí celibátního kroužku. Agron ji popsala jako Rachelinu sokyni a „strašnou a nejvíce lakomou osobu“. Quinn se ke sboru přidá, protože Finn je jeho členem a protože trenérka Sue Sylvester chce zničit sbor zevnitř. Pohybuje se mezi přejícným přijmutím, které nachází u New Directions a přející si popularitou, kterou nachází u roztleskávaček. Řekne Finnovi, že je těhotná a že dítě je jeho, ačkoliv otcem je jeho nejlepší kamarád Puck. Nakonec je její podvod odhalen a Quinn se rozhodne dát dítě pryč. Na konci první série, Quinn porodí dceru, kterou Puck pojmenuje Beth. Dítě adoptuje Shelby Corcoran (Idina Menzel), vedoucí Vocal Adrenaline a Rachelina biologická matka.
Na začátku druhé série se Quinn opět přidává k roztleskávačkám a stává se opět kapitánkou, což zvýší její popularitu, ačkoliv později v sérii od nich opět odchází, aby prokázala věrnost New Directions. Začne vztah se Samem Evansem (Chord Overstreet) v epizodě Soutěž v duetech, ale později ho podvede, protože znovu obnoví románek s Finnem. V epizodě Návrat učiní Sam poslední pokus, aby ji získal zpátky, ale vztah skončí, když mu Santana řekne, že ho Quinn podvedla s Finnem. Quinn a Finn se dají zpět dohromady, ale nakonec si Finn uvědomí své pravé city k Rachel a rozchází se s Quinn.
Během léta mezi druhou a třetí sérií prodělá Quinn velkou změnu vzhledu: obarví si vlasy, pořídí si tetování a piercing do nosu a začne kouřit se svou novou partou nazvanou Skanks. Nicméně v epizodě Shelby se vrací, když přijde Shelby Corcoran na McKinleyovu střední učit a mluví s Quinn o tom, že by se mohla podílet na životě Beth, tak Quinn předstírá, že lituje svých činů a vrací se k New Directions. Ale nehodlá být pouze částí Bethina života, chce, aby jí svěřili Beth do plné péče. Chce se pokusit dokázat, že Shelby je nevhodná matka, ale to jí nevyjde a nakonec si s Rachelinou pomocí uvědomí, že Shelby je Bethina pravá matka a přestane se snažit získat Beth zpátky. Shelby odstoupí a odchází z McKinleyovy střední. Následně Quinn obdrží dopis o přijetí na Yaleovu univerzitu. Na konci epizody Hned jsem tam, při jízdě autem na svatbu Rachel a Finna, je sražena nákladním automobilem a utrpí zranění páteře, díky kterému je po několik týdnů upoutána na vozík. Nakonec je ale schopná chodit a dokonce i tancovat se sborem. Několikrát se objeví i ve čtvrté sérii.

### Finn Hudson
Finn Hudson (Cory Monteith) je hvězdný quarterback, kterého Will Schuester uslyší zpívat si ve sprchách a poté ho vydírá tím, že mu do skříňky podstrčí marihuanu a řekne, že to na Finna nenahlásí, pokud se přidá ke sboru. Jako quarterback školního fotbalového týmu je pravděpodobně jedním z nejpopulárnějších studentů na škole, ale po vstupu ke sboru riskuje odcizení od svých kamarádů. Chodí s roztleskávačkou Quinn, ale je to v rozporu s jeho rostoucími city k Rachel. Quinn později řekne Finnovi, že je těhotná a on je otcem. Finn má v úmyslu ji podpořit, ale neví, že ve skutečnosti není otcem on, nýbrž jeho nejlepší kamarád Puck. Má problém předčasné ejakulace, díky čemuž si myslí, že je otcem Quinnina dítěte, i přes to, že spolu nikdy nespali. Když zjistí pravdu, rozchází se s Quinn a obrátí se k podpoře Rachel. V posledním díle první série vyzná Rachel lásku a druhá série začíná Rachel a Finnem jako párem. Lavina nevěry nakonec je nakonec rozdělí, ale na konci druhé série získá Finn Rachel zpátky, i přes fakt, že ona ho varuje, že ihned po maturitě nadobro opustí Ohio. Ve třetí sérii Finn požádá Rachel o ruku a ona nakonec souhlasí. V posledním díle třetí série oba maturují, ale zatímco Rachel jede do New Yorku, on; v jejich svatební den ji místo toho posílá do New Yorku bez něj, aby si splnila své sny, a Finn se připojuje k armádě, aby šel ve stopách svého otce. Poté, co se sám postřelí puškou, je Finn propuštěn, ale Rachel se neozve po více než čtyři měsíce. Když k ní na začátku čtvrté série přijde do New Yorku, cítí, že tam nepatří a vrací se do Limy, aniž by o tom řekl Rachel a ona se s ním následně rozchází. Poté je jmenován zastupujícím vedoucím sboru, po dobu nepřítomnosti Willa Schuestera a v této době políbí jeho snoubenku Emmu Pillsbury, díky čemuž Emma později nechá Willa stát před oltářem. Will ukončuje jejich přátelství a Finn se na radu Marley Rose vydá studovat, aby mohl získat učitelský titul. Později se i objevuje v New Yorku na zavolání Santany a vyhrožuje Brodymu, aby se držel dál od "jeho budoucí ženy" (Rachel), poté, co Santana vypátrá, čím se Brody ve skutečnosti živí.

### Burt Hummel
Burt Hummel (Mike O'Malley) je Kurtův otec (a Finnův nevlastní otec, po jeho svatbě s Carole Hudson), kterému Kurt přizná svou homosexualitu v epizodě V jiném stavu. Redaktoři James Poniewozik z Time a Tim Stack z Entertainment Weekly chválili výkon O'Malleyho v zápletce, k čemuž Poniewozik dodal: "skutečnost, že táta [...] neskončí jako hrubián, o kterém jsme si mysleli, že bude, je jednou z prvních znaků, že z Glee vyrůstá seriál, který není plný zažitých stereotypů, nyní je ochoten zvrátit tato očekávání“. Z původně vedlejší postavy O'Malley povýešen do hlavních postav pro druhou sérii, ačkoliv byl opět vrácen do vedlejších postav během třetí série.
Během první série se Kurt chová jako dohazovač pro Burta a Carole Hudson (Romy Rosemont), Finnovu ovdovělou matku. Kurt se cítí odstrčený, když si Finn a Burt rozumí, ale Burt ho ujišťuje, že pro něj vždy bude prvním. Burt a Carole krátce žijí spolu, dokud Burt Finna nevyhodí za to, že používal na Kurta homofobní výrazy. Ve druhé sérii prodělá Burt srdeční záchvat, ale úspěšně se uzdraví. Ožení se Carole a pomocí svých slibů vyjádří hrdost pro jejich dva syny. Ve třetí sérii se Burt pokusí kandidovat do Kongresu proti Sue Sylvester a vyhrává. Svůj čas dělí mezi Limu a Washington a působí jako otec pro Finna i Kurta a je s Carole vídán jako podpora na soutěžích sborů i na maturitě jejich synů.

### Kurt Hummel
Kurt Hummel (Chris Colfer) je zpěvák, který je šikanován fotbalovým týmem. Má vysoký hlasový rozsah a podle Foxu je identifikován jako sopránový zpěvák. Jeho hlas by mohl být popsán ve skutečnosti jako kontratenor. Colfer se původně ucházel o roli Artieho, ale Murphy byl jeho výkonem tak ohromen, že přímo pro něj napsal roli Kurta, která nahradila postavu jménem Rajish, který měl být původně členem sboru. Jméno postavy je převzato z muzikálu Za zvuků hudby po Kurtovi von Trappovi, kterou jednou i Colfer v divadle ztvárnil a německé figurky Hummel kvůli jeho pleti. Colfer popisuje Kurta jako "ostrého kluka ve značkovém oblečení“ a vysvětlil, že on „si velmi staví na postoji 'Jsem lepší než ty', ale pod tím vším je to ten stejný nervózní a vystrašený dospívající jako každý jiný“. Během první série prodělává coming out jako gay a zamiluje se do Finna. Také se přidá k fotbalovému týmu s Finnovou pomocí a k oddílu roztleskávaček jako zpěvák, ale nakonec s oběma činnostmi skončí. V epizodě Na vozíku soutěží s Rachel o to, kdo bude vystupovat s písní "Defying Gravity" z Čarodějky. Murphy vybral tuto píseň poté, co mu Colfer vyprávěl svůj vlastní zážitek ze střední školy, kdy mu jeho učitel nedovolil zpívat písničku kvůli jeho pohlaví.
Poté, co ho v druhé sérii Dave Karofsky tyranizuje, až ho přivede k depresím, tak se spřátelí s homosexuálním studentem z Daltonovy akademie, jménem Blaine Anderson. Kurt poté přestupuje na Daltonovu akademii, aby utekl před Karofskym a připojí se k jejich sboru nazvaném Slavíci. Poté se zamiluje do Blaina a Blaine si nakonec uvědomí, že jeho city opětuje a začnou spolu chodit. Kurt se nakonec vrací na McKinleyovu střední a Blaine je jeho doprovodem na ples. Formálně si vyznají lísku na konci druhé série a na začátku třetí série Blaine přetupuje na McKinleyovu střední, aby mohl být s Kurtem. Svou první společnou sexuální zkušenost mají v epizodě Poprvé a jsou stále párem i na konci sezóny, ačkoliv Blaine je ve třetím ročníku a Kurt již maturoval. Kurt a Rachel se přihlásí do té samé newyorské umělecké vysoké školy, NYADY. Kurt je v nejužším výběru a nadchne školní děkanku, ale v den své maturity se dozví, že nebyl přijat, ačkoliv Rachel byla. V epizodě The New Rachel Kurt odjíždí do New Yorku a volá Rachel, aby věděl, jak se zvládá věci na NYADĚ, ta se mu rozpláče u telefonu. Když ji Kurt řekne, aby se otočila, tak k němu běží a obejme ho a ti dva si sjednají a pronajmou společný byt. Kurt získá stáž ve Vogue.com. Blaine je naštvaný za Kurtův nezájem a nedostatek času a podvede ho, což způsobí, že se posléze s Kurtem rozejdou. Nicméně se usmíří, stráví společné Vánoce v New Yorku a pak se dají znovu dohromady.

### Mercedes Jones
Mercedes Jones (Amber Riley) je „školící se diva, která odmítá zpívat jen doprovodné zpěvy“ s „citem pro módu“. Na začátku první série se Mercedes zamiluje do Kurta, protože neví, že je gay. Je zraněná, když ji odmítne, ale podpoří ho, když přizná svou sexualitu. Po tomto se stanou výjimečně dobrými přáteli. Mercedes a Kurt jsou zklamáni, že nikdy nedostanou sólovou píseň, a proto se jako zpěváci připojují k roztleskávačkám. Chvíli chodí s Puckem, ale nakonec se s ním rozejde a odchází z roztleskávaček, protože se bojí, že se z ní stává někdo, kým nechce být. Spřátelí se s Quinn, když ji těhotná bývalá roztleskávačka dává rady během jejího působení u roztleskávaček a když Quinn nechce zůstávat u Pucka doma, tak Quinn pozve, aby se přistěhovala k její rodině. Když Quinn rodí, žádá si, aby Mercedes byla přítomná u porodu. Ve druhé sérii napíše a předvede vlastní píseň nazvanou "Hell to the No". Po plesu, který navštíví ve skupině Rachel, Samem a Jessem, začnou spolu Sam a Mercedes tajně chodit, ale Sam se během léta odstěhuje a na začátku třetí série má již Mercedes nového přítele, Shana. Ve třetí epizodě Mercedes odchází ze sboru a připojuje se k novému konkurenčnímu sboru nazvaném Potížistky, který vede Shelby Corcoran a později přesvědčí Santanu a Brittany, aby se k ní přidaly. Když Potížistky prohrají výběrové kolo kvůli New Directions a Shelby odejde, tak se všechny vrací k New Directions. Sam se vrací na McKinleyovu střední a chce obnovit vztah s Mercedes. Ona je do něj stále zamilovaná a rozchází se i se Shanem, ale odmítá chodit se Samem, protože si je nejistá ohledně svých opravdových citů. Sam ji nepřestává podporovat a díky videu zpívající Mercedes, které umístil na YouTube získala Mercedes nabídku na práci v Los Angeles ihned po maturitě. Dvojice spolu na maturitním večírku tančí. Ve čtvrté sérii žije v Los Angeles, kde pracuje jako doprovodná zpěvačka, ale do Limy se vrací při pomoci na školní muzikál, na den díkuvzdání a na svatbu Willa Schuestera. Nakonec nenahraje své debutové album, protože ji producent tlačí, aby na albu odhalila více kůže.

### Santana Lopez
Santana Lopez (Naya Rivera) je roztleskávačka, která se ke sboru přidá v epizodě Skandál. Původně byla vyslána jako špionka pro trenérku roztleskávaček Sue Sylvester, ale postupem času si začne svou přítomnost ve sboru užívat. Její vztahy se členy Puckem a Samem jsou následovány zjištěním, že je zamilovaná do své nejlepší kamarádky Brittany. Bojí se coming outu jako lesba, a tak použije fotbalistu Dava Karofskeho, který je také skrytý homosexuál, a vytvoří spolu falešný pár, aby si posílila svůj heterosexuální zevnějšek a zvýšila tím své šance královnou plesu, ačkoliv se jí později stejně nestane.
Původně byla myšlena jako menší protivník, ale Santanina role se stala během druhé poloviny prvné série výrazně větší a od druhé série již patří mezi hlavní postavy. Rivera charakterizuje Santanu jako „trochu špatnou holku“ náchylnou k sarkastickým poznámkám. Ačkoliv v květnu 2009 řekla, že Santana „miluje chlapce“, později řekla, že Brittany je její spřízněnou duší. V březnu 2011 to Brad Falchuk potvrdil: „Santana je lesba. Možná, že ještě není připravena si to přiznat, ale je.“
Během prvního dílu třetí série je Santana jmenována spolukapitánkou roztleskávaček, společně s Becky Jackson a ani jedna z nich není z této události nadšená. Jako projec loajality k Sue se podílí na pálení jednoho z klavírů patřících sboru, za což je panem Schuesterem vyhozena z New Directions. Krátce na to se vrací do sboru, ale nakonec ho opouští pro konkurenční sbor na McKinleyově střední s názvem Potížistky, který vede Shelby Corcoran, ale když v soutěži skončí New Directions na prvním místě a Potížistky nepostoupí, tak se vrací zpět do New Directions. Začne chodit s Brittany. Zpočátku je to drženo v tajnosti, ale poté, co ji přede všemi Finn odhalí jako lesbu, o jejich vztahu vědí všichni. Díky tomu je Santana zavržena svou babičkou. Nicméně sbor New Directions Santanu během jejího coming outu podporuje, stejně jako Santanu a Brittany jako pár. Na návrh Britttany, Sue zajišťuje pro Santanu, aby získala roztleskávačské stipendium na vysokou školu, ale Santana chce jít po maturitě do New Yorku vystupovat a její matka jí předá peníze, které jí pomohou financovat život v New Yorku. Nicméně končí na škole pro roztleskávačky v Kentucky a rozchází se s Brittany kvůli vzdálenosti. Během epizody Diva je odhaleno, že byla Santana ze školy vyhozena a na radu své matky putuje do New Yorku, kde se stává spolubydlící Rachel a Kurta.

### Brittany Pierce
Brittany Susan Pierce (Heather Morris) je roztleskávačka, která se ke sboru připojí s Quinn a Santanou v epizodě Skandál. Před tím, než se začala objevovat v Glee, byla Morris doprovodnou tanečnicí pro zpěvačku Beyoncé Knowles. Byla původně najata jako choreografka, aby naučila členy obsazení Chrise Colfera a Jennu Ushkowitz tanec na píseň "Single Ladies". O týden později byla obsazena do role Brittany. Morris měla po dobu první série vedlejší roli a v druhé sérii byla povýšena k hlavním postavám seriálu. Mnoho z Brittaniných vět je improvizovaných a během natáčení je vymyslel Murphy nebo vznikly přímo Morrisinou improvizací. Morris vylíčila Brittany jako „doslova šílenou". Scenáristé ji používají jako postavu, která říká věci, které žádná jiná postava nemůže až do té té míry, že se Morris domnívá, že jsou její věty ve scénáři nesmyslné. Mezi Brittaniny charakterové rysy patří například zaměňování receptů, ošizení intelektově postižených spolužáků a to, že nepozná svou pravou ruku od levé. Její pěvecký debut přišel ve druhé sérii ve druhé epizodě s názvem Britney/Brittany, kde zpívala hned tři písně, a to „I'm a Slave 4 U", „Me Against the Music" a „Toxic"—všechny od Britney Spears. Brittany má fyzický vztah se Santanou, ale od čtvrté epizody druhé série s názvem Soutěž v duetech má Brittany také krátký romantický vztah s Artiem, který později v sérii vede k vážnějšímu vztahu. V epizodě Sue v rozpacích opustí kroužek roztleskávaček. V epizodě New York řekne Brittany Santaně, že ji miluje o hodně více, než koho jiného kdy milovala. Ve třetí sérii je zvolena prezidentkou ročníku a poráží Kurta. Začíná se Santanou formálně chodit a když je Santana Finnem prozrazena, jsou svým vztahem otevřené. Ve čtvrté sérii se rozejde se Santanou, začne chodit se Samem a na konci série získává stipendium na vysokou školu.

### Emma Pillsbury
Emma Pillsbury (Jayma Mays) je školní výchovná poradkyně, která trpí obsedantně kompulzivní poruchou, s posedlostí a nutkáním prinárně zaměřeným na úklid a čistotu. Je zamilovaná do Willa. Mays označila Emmu za „úžasnou“ postavu ke ztvárnění a vysvětlila to slovy: "Nemyslím si, že jsou ženské postavy vždycky psány s tak velikou hlubkou, ale ona je tak dobře definována na stránce. Jistě, je vyděšená z bakterií a miluje ženatého muže, a vidět ji jako hlas rozumu pro děti je úžasné. Kostýmní designérka pro Glee, Lou Eyrich, vybírá "podivné" oblečení pro Emmu, aby odrážela její „slunné vyhlídky“. Aby se přenesla přes Willa, tak Emma začne chodit s fotbalovým trenérem Kenem Tanakou a v epizodě Vitamin D se zasnoubí. Ale když Will nemůže doprovodit sbor na soutěž, tak se Emma nabídne jako dobrovolník k převzetí jeho místa a snaží se svou svatbu (plánovanou na stejný den a čas) posunout o několik hodin. Emma uznává své přetrvající city pro Willa a Ken se s ní během jejich svatebního dne rozchází. Emma podává své odstoupení s funkce výchovné poradkyně, ale když se chystá opustit školu, tak ji Will najde a políbí ji. Prozradí Willovi, že je panna, ale neprochází svým plánem ztratit s ním panenství. Na konci první série řekne Willovi, že začala chodit se zubařem jménem Carl Howell a ve druhé sérii se její vztah s Carlem (John Stamos) dostane do okamžiku, kdy se v epizodě Kurtova válka vezmou v Las Vegas. Následně je v epizodě Sexy odhaleno, že v manželství s Carlem se potýká s problémy, protože spolu ještě ani jednou nespali. Emma přiznává, že je stále zamilovaná do Willa a ona a Carl se rozdělí. Carl později požádá o zrušení jejich manželství. V epizodě Takoví jsme se narodili, začíná s léčbou své obsedantně kompulzivní poruchy. Na začátku třetí sérii bydlí již Emma s Willem spolu. V polovině třetí série v epizodě Ano/Ne požádá Will Emmu o ruku a ona to přijímá. V předposlední epizodě série s názvem Finále spolu mají Emma s Willem poprvé sex. Ve čtvrté sérii si má Will Emmu vzít, ale ona mu uteče od oltáře, později se však usmiřují a začínají znovu a na konci čtvrté série se vezmou.

### Noah Puckerman
Noah „Puck" Puckerman (Mark Salling) je Finnův nejlepší kamarád a spoluhráč na fotbale, který zpočátku nesouhlasí s Finnovým vstupem do sboru. Puck se připojuje k Willově mužské a capella skupině nazvané Bratři v hitu a doufá, že ohromí matky, protože preferuje starší ženy. Později se dozví, že je otcem Quinnina dítěte. Quinn ho odmítá, když ji nabídne podporu jí i dítěte a nazve ho „loserem z Limy“. Později v té samé epizodě se Puck přidává ke sboru. Krátce chodí s Rachel a Mercedes, ale své šance u Quinn si zmaří tím, že v její přítomnosti posílá Santaně smsky se sexuální tematikou. Bez ohledu na to je Puck přítomen u porodu své dcery, kterou pojmenuje Beth a řekne Quinn, že jí miluje. V druhé sérii je Puck poslán do nápravného zařízení pro mladistvé, protože ukradl bankomat. Producenti zařídili jeho nepřítomnost v seriálu, aby se mohl vytvořit románek mezi Quinn a novým studentem Samem Evansem. Po návratu Puck pomáhá Artiemu dát se dohromady s Brittany a do sboru přivádí Lauren Zizes. Zamiluje se do Lauren a oba se neúspěšně uchází o titul krále a královny plesu, ale ona se s ním na začátku třetí série rozchází. Shelby Corcoran, která adoptovala malou Beth, získá práci na McKinleyově střední a zve Pucka a Quinn, aby se stali součástí Bethina života, za předpokladu, že oba budou více odpovědní. Puck tak činí, a tak mu Shelby dovolí vídat se s Beth. Quinn se rozhodne, že chce od Shelby získat zpět plné opatrovnictví pro Beth, ale Puck s ní nesouhlasí a řekne Shelby o Quinniných plánech. Poté se Puck zamiluje do Shelby. Jednou se s ním vyspí, ale následně mu Shelby k jeho znechucení řekne, že to byla chyba a následně odchází z McKinleyovy střední. Puck se později dostává do akademických potíží, ale po setkání se svým otcem, který byl v jeho věku též vyhozen ze školy, se Puck rozhodne, že musí odmaturovat. Puck ale nezvládne rozhodující test, který ho drží od toho, aby maturoval s ostatními žáky. Trenérka Beiste rozdělí rvačku mezi ním a jiným studentem a pomůže mu získat opravný test a učit se na něj. Polibek od Quinn vrací Puckovi sebevědomí, zvládá opravný test a maturuje. Ve čtvrté sérii pracuje jako scenárista v Los Angeles a spřátelí se se svým nevlastním bratrem Jakem.

### Terri Schuester
Terri Schuester (Jessalyn Gilsig) byla Willova manželka po pět let, ale celkově spolu žili patnáct let. Terri krátce věří, že je těhotná a tlačí Willa, aby si sehnal lépe placenou práci jako účetní. Zjistí, že ve skutečnosti trpěla pouze hysterickým těhotenstvím, ale skrývá to před Willem, protože se bojí, že by jí opustil. Poté, co svůj podvod svěří své sestře Kendře, tak Terri začíná kontaktovat roztleskávačku Quinn Fabray, se zájmem o její dítě. Krátce se také stane školní zdravotní sestrou, ale je vyhozena poté, co členům sboru dá pseudoefedrinové tablety. V epizodě Matrace Will zjistí lež Terri, když objeví těhotenský polštářek, kterým si po celou dobu vycpávala břicho, v jejím šuplíku. Terri začne chodit na terapie, ale Will ji řekne, že jí už nemiluje a odchází od ní, protože se zamilovává do školní výchovné poradkyně Emmy Pillsbury. Později v sérii se nakonec Terri a Will rozvedou. Terri se ve druhé sérii v díle nazvaném Suplentka snaží svést nemocného a osamělého Willa, ale ten se svést nenechá, protože vycítí potřebu jít dál. Ke konci druhé série si Terri najímá Sue Sylvester, aby se připojila k Suině „Lize zkázy“, která má za úkol zničit sbor New Directions, který vede Will, ale zruší škody, které Sue předtím napáchala a řekne Willovi, že byla povýšena v práci na manažera a je převedena do nové prodejny v Miami na Floridě.
Gilsig označila Terri jako "ženu převědčení“, která „je ochotna udělat cokoliv“, aby ji Will neopustil. Vysvětlila, že Willova a Terriina komunikace je slabá a že Terri „chybí mnoho dovedností pro manželství“, což okomentuje tím, že se Terri cítí ohrožována Willovým závazkem ke sboru, protože se bojí, že ho od ní odtáhne. Gilsig charakterizovala Terri jako člověka, který je emocionálně stále na střední škole a v prosinci 2009 nevěděla, jak dlouho se bude ještě její postava v seriálu objevovat, protože původně zde byla pouze jako překážka mezi Emmou a Willem.

### Will Schuester

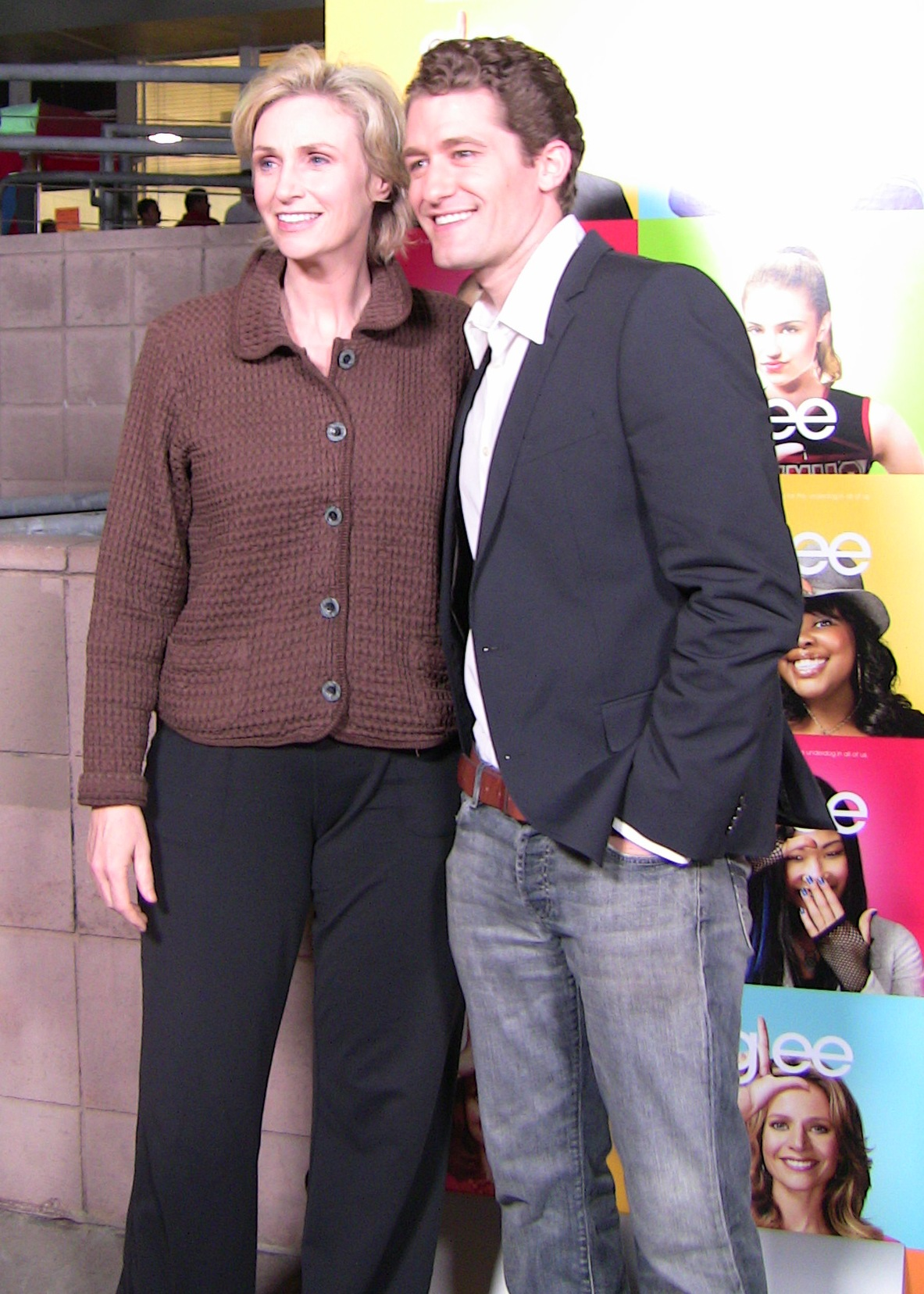
Jane Lynch a Matthew Morrison v seriálu hrají dva rivaly, Sue Sylvester a Willa Schuestera

William „Will" Schuester (Matthew Morrison) je učitel španělštiny na McKinleyově střední, který se stane vedoucím sboru, jež pojmenuje New Directions a doufá, že vrátí sboru zašlou slávu. Morrison vyhodnotil, že jádrem Glee je „(Willova) vášeň pro hudbu a ovlivňování jeho dětí“. Will je ženat se svou láskou ze střední školy, Terri. Věří, že je těhotná, ačkoliv ona prochází pouze hysterickým těhotenstvím a je ochoten vzdát se profese učitele a být účetní, aby zabezpečil rodinu. Nakonec se ale rozhodne to neudělat, ale krátce pracuje ve škole do pozdních hodin jako školních, aby získal peníze navíc. Jeho oddanost sboru kolísá, když jsou zpochybněny jeho choreografické schopnosti, ale poté, co založí úspěšnou a capella skupinu s názvem Bratři v hitu, tak se vrací zpět do sboru. Poté, co zjistí, že Terri těhotenství jen předstírala, tak ukončí jejich manželství a políbí se s Emmou. Jejich vztah ale přes zbytek série nevydrží, protože na konci školního roku začne Emma chodit s Carlem Howellem (John Stamos). Na začátku druhé série se jí Will snaží získat zpět, ale ona se vdá za Carla. Will má krátký vztah s Holly Holliday (Gwyneth Paltrow), který začíná v epizodě Sexy. Holly přijímá práci v Clevelandu, odchází od Willa a přesvědčí ho, aby podpořil Emmu poté, co je její sňatek zrušen. April Rhodes se vrací a žádá Willa o pomoc se svým novým broadwayským projektem: one-woman show nazvanou CrossRhodes, ale on se nakonec rozhodne, že studenti v New Directions jsou důležitější než jeho sny o Broadwayi. Na začátku třetí série spolu Will a Emma žijí. Will jí po novém roce požádá o roku a ona přijímá. Později začne místo španělštiny učit dějepis, ale sbor mu stále zůstává. New Directions vyhrávají národní kolo soutěže sborů, on a Emma mají spolu poprvé sex, osm z maturantů chodících do sboru na konci roku úspěšně maturuje a stává se učitelem roku. Ve čtvrté sérii získává stáž do Washingtonu a po dobu jeho nepřítomnosti ho zastupuje Finn Hudson, který však políbí jeho snoubenku Emmu, díky čemuž Will ruší své přátelství s Finnem. Toto a Willova častá nepřítomnost způsobí, že Emma zpanikaří a nechá Willa stát u oltáře. Will ji však později získá zpět a na konci čtvrté série se vezmou.

### Sue Sylvester
Susan „Sue" Sylvester (Jane Lynch) je trenérka oddílu roztleskávaček nazvaných Cheerios a též hlavním protivníkem sboru. Lynch řekla, že Sue je „čisté zlo a neskrývá to“. Pokud jde o její motivace, tak Lynch vysvětlila: "Sue udělá cokoliv, aby vyhrála. I když to znamená, že bude prostitutka nebo využije šestnáctiletého chlapce, udělá to. Je to všechno o moci a vítězství. To je její celý pohled na svět. Sue najme roztleskávačky Quinn, Brittany a Santana, aby jí pomohly zničit sbor zevnitř. Má svou vlastní rubriku v místním zpravodajství, které používá jako prostředek pro dosažení vlastních zájmů. Na konci epizody Vitamin D je Sue učiněna spolu vedoucí sboru, ale brzy se zapojí jen jako poradce. V epizodě Na vozíku Sue dovoluje Becky Jackson (Lauren Potter), dívce s Downovým syndromem, aby se připojila k roztleskávačkám jako náhrada za Quinn. Později je odhaleno, že Sue má starší sestru Jean, která také trpí Downovým syndromem, a tím Sue prokáže dobrou stranu její jinak zlé povahy. Doufá, že zmaří šance sboru vyhrát výběrové kolo a dává seznam písní vedoucím konkurenčních sborů, Grace Hitchens (Eve) a Daltonovi Rumbovi (Michael Hitchcock). Když její činy odhalí ředitel Figgins (Iqbal Theba), je vyhozena ze školy. Později se ale díky vydírání Figgine do školy vrátí a po šesté v řadě vyhrává národní roztleskávačský titul. V poslední epizodě první série Sue hlasuje ve prospěch New Directions na regionálním kole, ačkoliv skončí na třetím místě, po Vocal Adrenaline a Aural Intensity a není jim dovoleno pokračovat pro nedostatek financí. Sue poté vydírá ředitele Figginse, aby znovu zavedl sbor a dal jim další rok, aby dokázali svůj přínos škole.
V druhé sérii je Sue jmenována dočasnou ředitelkou školy, protože ředitele Figginse na čas skolí chřipka. Sue zorganizuje soutěž roztleskávaček na stejný den, kdy na fotbalové soutěži vystupuje sbor a donutí Quinn, Brittany a Santanu, aby opustily sbor, ty ale nakonec stejně vystupují se sborem a odchází od roztleskávaček. Kvůli tomu, že klub opustily tři nejlepší roztleskávačky, prohrají Cheerios regionální kolo po šesti vítězných titulech z národního kola v řadě. Sue po porážce předstírá deprese a na týden se přidá ke sboru, a když zjistí, že ho nemůže zničit zevnitř, tak se stává vedoucí konkurenčního sboru, Aural Intensity, ale nakonec nad nimi New Directions v soutěži vyhrávají. Ke konci série umírá Suina sestra Jean a Sue je zdrcena a není schopna se s tím vyrovnat. Když ji New Directions pomáhají se s tím vyrovnat a vystupují na Jeanině pohřbu, tak Sue řekne, že vzdává své časté pokusy ohledně zničení sboru, ale ke svému starému způsobu se vrací zpět na podzim, na začátku třetí série. Také má zájem o místo v Kongresu, to ale vyhraje místo ní Burt Hummel. V epizodě Hned jsem tam, řekne Sue Quinn a Willovi, že je těhotná. Později zjistí, že se jí narodí holčička, ale bude mít vrozené vady. Figgins jmenuje trenérku plavání Roz Washington (NeNe Leakes) jako trenérku roztleskávaček, ale Sue se dohodne s Figginsem, že pokud pomůže New Directions vyhrát národní kolo, tak bude opět sama vést roztleskávačky. Sue pomáhá s vedením sboru a vyhrávají na národním kole, což jí opět umožní vést sama roztleskávačky. Ve čtvrté sérii během epizody Shooting Star Becky dvakrát vystřelí z pistole, Sue se jí snaží krýt a je vyhozena a začne pracovat jako osobní trenérka a cvičitelka aerobiku.

## Vedlejší role

### Studenti z McKinleyovy střední školy

#### Wade „Unique“ Adams
Wade „Unique" Adams (Alex Newell) se poprvé objevuje ve třetí sérii v epizodě Horečka Glee noci jako nový hlavní zpěvák Vocal Adrenaline, který je velkým fanouškem Mercedes a Kurta, i když jsou jeho soutěžní rivalové. Má své alter ego, dívku Unique, za kterou se převléká a která chce zpívat na jevišti. Ačkoliv vedoucí Vocal Adrenaline, Jesse St. James, jen těžko rozdýchává, když se bez jeho vědomí objeví v ženském převleku na jevišti na regionálním kole, ale Unique je tak úspěšná, že se Jesse rozhodne postavit jejich hudební číslo na národní kolo okolo Unique a podporovat ji jako hvězdu sboru. Unique je zděšena publicitou a tlakem, ale po povzbuzující řeči od Kurta a Mercedes vystoupí a na národním kole vyhrává cenu pro nejužitečnějšího zpěváka, ačkoliv se Vocal Adrenaline umístí na druhém místě, před nimi jsou New Directions. Newell byl finalista první série reality show The Glee Project a vyhrál účinkování v Glee' po dobu dvou epizod. Jako možnost jeho eventuální postavy byla popsána během epizody Projectu jako "dítě lásky Kurta a Mercedes". Krátce se také objevil ve třetí sérii v epizodě Poslední pokus. V první epizodě čtvrté série Unique přestupuje na McKinleyovu střední a přidává se k New Directions. Obléká se jako žena i během vyučovacích hodin, za což jí na předchozí škole šikanovali. Ačkoliv ne všichni učitelé nebo studenti poznají, že Unique není žena, tak někteří přijímají, že ona "předstírá, že je žena", z čímž se stává její nová střední škola bezpečnější než ta předchozí. V páté epizodě s názvem The Role You Were Born to Play se uchází o roli Rizzo ve školním uvedení muzikálu Pomáda a je i dokonce přijata, ale Sue Sylvester o tom informuje její rodiče a v následující epizodě s názvem Glease je role Unique přeobsazena a místo Unique roli hraje Santana.

#### Azimio
Azimio (James Earl, zpočátku uveden v titulcích jako "James Earl, III") je fotbalista na McKinleyově střední, který byl poprvé představen v epizodě Směska, kdy byl nespokojený s tím, že je Finn Hudson ve sboru. Azimio je jedním ze školních tyranů a nejlepší kamarád Dava Karofskeho, svého fotbalového spoluhráče a tyrana. Ačkoliv ho obvykle vidíme obtěžovat členy sboru, tak v epizodě Sue v rozpacích byl Azimio prvním fotbalistou, který souhlasil s vystoupením se sborem o přestávce, aby mu bylo dovoleno hrát v druhé půlce. Řekl, že chtěl vyhrát hru, protože by to znamenalo opravdu hodně pro jeho otce. I když je obvykle viděn ve dvojici s Karofskym, tak se ve dvou momentech druhé série objeví bez něj. Nejprve jako část "klubu ironického aplausu", který zorganizovala Sue, aby přerušila sborový benefiční koncert v epizodě Večer přehlížených, během kterého řekne, že píše zničující anonymní komentáře do chatovacích místností k seriálům Námořní vyšetřovací služba a Kriminálka Miami
a je jeden ze Suiných zaměstnanců pro školní noviny v epizodě Drby, kdy se rozhodne zveřejnit škodolibé zvěsti o členech New Directions. Karofsky, který šikanování vzdal, konfrontuje Azimia ohledně jeho šikany v epizodě Takoví jsme se narodili. Azimio se objeví jednou ve třetí sérii v epizodě Asijská pětka a je stále členem fotbalového družstva.

#### Jacob Ben Israel

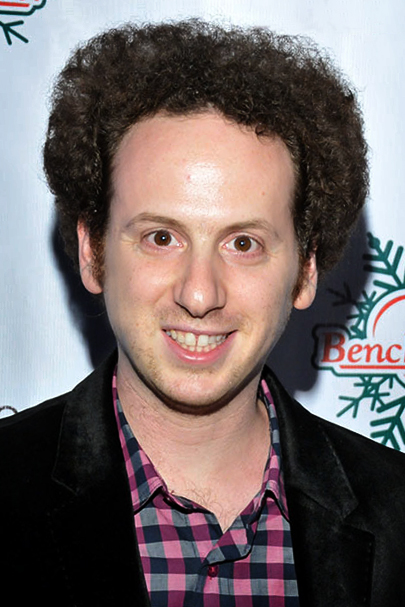
Josh Sussman ztvárňuje roli Jacoba Bena Israela

Jacob Ben Israel (Josh Sussman) je redaktorem školních novin a kromě toho spouští vlastní blog s drby. V médiích je přirovnáván k Perezovi Hiltonovi a Gossip Girl. Jacob je zamilovaný do Rachel, která se ohledně něj cítí nejistá, ale spoléhá se na jeho pozitivní recenze. Ačkoliv je členem celibátního kroužku, tak se Jacob chová sexuálně provokativním způsobem vzhledem k Rachel, například, když ji vyhrožuje, že zničí její muzikálovou kariéru, pokud mu neukáže svou podprsenku, vydírá ji pro její kalhotky v epizodě Menšiny a masturbuje nad jejím videozáznamem v epizodě Britney/Brittany. Krátce se připojuje k New Directions kvůli nutnému počtu na výběrové kolo, jako dočasná náhrada za Finna. Ačkoliv v soutěži nezpívá, tak po celý zbytek epizody zůstává se sborem a pomáhá jim naslouchat rozhodčím.
Druhá, třetí a čtvrtá série Glee začíná dokumentem, který vytvořil Jacob (který sám sebe nazval jako "JBI"), jenž se soustředí nedávné události na McKinleyově střední a na sbor. Aby pomohli divákům chytit se zápletky, tak se první epizoda druhé série s názvem Konkurz otevírá s jedním takovým dokumentem, kteří producenti seriálu využili také k tomu, aby řešili mediální kritiky k první sérii.

#### Rory Flanagan
Rory Flanagan (Damian McGinty) je irský student na výměně, který žije s Brittaninou rodinou. Poprvé se objevil ve třetí sérii v epizodě Hrnec zlata. Brittany byla původně přesvědčena, že Rory je kouzelný skřítek, kterého smí vidět pouze ona a byl zde, aby jí splnil tři přání. Navíc je Rory fanouškem Finna Hudsona, který ho přesvědčí, aby se připojil k New Directions—přihlašuje se sem s písní "Take Care of Yourself", ve které ho Rachel charakterizuje slovem "kouzelný". Rory vzhlíží k Finnovi a snaží se ho bránit, když ho Santana napadne, ale to mu přinese pouze urážky od ní. Jeho první sólo přijde v mashupu od Hall & Oates, kdy zpívá jednu slovu k duetu s Tinou. Postava Roryho byla vytvořena pro McGintyho, po jeho výhře vedlejší role po sedm epizod v Glee v reality show The Glee Project. Nápad spojitosti jeho postavy s Brittany přišel v Glee Projectu, když porotci řekli, že by mu kvůli jeho irskému přízvuku Brittany nerozuměla. McGinty byl i po sedmi epizodách účinkování udržen jako vedlejší postava a objevoval se zde až do konce třetí série, ale na začátku čtvrté série se v seriále již neobjevuje.

#### Joe Hart
Joe Hart (Samuel Larsen) se poprvé objevuje jako nový přestupující student na McKinleyovu střední ve třetí sérii v epizodě Srdce. Je Křesťan a až do této doby se učil doma. Přidává se do náboženského kroužku, jehož další členové jsou i členové sboru: Mercedes, Sam a Quinn. Poté, co Quinn zažije autonehodu a je dočasně upoutána na invalidní vozík, tak se za ní Joe modlí a pomáhá ji s fyzickou terapií. Ona ho na oplátku přivádí do sboru. Joe zjistí, že ke Quinn chová určité city a prosí Sama o radu od té doby, co jsou jeho pocity i částečně fyzické. Chodí na McKinleyovu střední i k New Directions i ve čtvrté sérii seriálu.
Larsen byl jeden ze dvou výherců první série reality show The Glee Project a jeho cenou bylo účinkování v Glee ve vedlejší roli po sedm epizod. Stejně jako postava, je i Larsen Křesťan a myslí si, že "být Křesťan a pracovat v této branži jsou protiklady stojící vedle sebe" a že „musíte být velmi ubezpečený ve svou víru, když chcete v této branži pracovat". Proto byl také překvapen a nadšen, když jeho náboženské přesvědčení zaujalo a inspirovalo tvůrce seriálu, Ryana Murphyho, během epizody Glee Projectu.

#### Becky Jackson
Becky Faye Jackson (Lauren Potter a její vnitřní hlas mluví Helen Mirren) je členka roztleskávaček, trpící Downovým syndromem, která se stane Suinou chráněnkou. Potter je členkou Asociace lidí s Downovým syndromem v Los Angeles a byla kontaktována ohledně konkurzu přes asociační agenturu, Hearts and Hands. O roli se ucházelo čtrnáct herečk, což Potter označila jako "skvělou příležitost" k vystoupení. Becky se objevuje ve třech epizodách v první sérii, konkrétně s názvy Na vozíku, Síla Madonny a Domov a vrací se ve druhé sérii nyní již jako Suina asistentka. Becky udělá vše, o co jí Sue požádá, včetně ironického aplausu na sbor v epizodě Večer přehlížených, ačkoliv její upřímné reakce na události mají vliv na Sue. Becky je na chvíli od roztleskávačkek vyhozena, poté, co v epizodě Pohřeb umírá Suina sestra, která trpěla Downovým syndromem. Becky požádá o členství ve sboru, ale řeknou jí, že je příliš pozdě v sezóně pěveckého sboru, ale je jí nabídnuto místo na příští rok. Sue se poté Becky omlouvá, přijímá ji zpět a řekne jí, že na podzim bude kapitánkou roztleskávaček. K Beckyině zklamání není na podzim kapitánkou jmenována sama, ale je spolukapitánkou společně se Santanou. Becky také pomáhá Sue s její kampaní do Kongresu, ale Sue souboj prohrává. V epizodě Ano/Ne se Becky rozhodne, že chce, aby byl Artie jejím přítelem. Pozve ho na schůzku a i když se oba dobře baví, tak se Artie zuby nehty brání vážnějšímu vztahu, k jejímu velkému zklamání. Sue jí následně uklidňuje. Když Becky nedokáže získat dostatek nominací, aby se mohla ucházet o titul královny plesu, tak je velice naštvaná a přidává se k anti-plesu, který zorganizují Rachel a Kurt. Poté, co ostatní odešli, tak ve hře s Puckem vyhraje striptýzový poker a Puck oba dva korunuje jako krále a královnu anti-plesu. Poté jdou oba na opravdový ples, kde mu pomáhá nalít alkohol do Suina punče.

#### Dave Karofsky
Dave Karofsky (Max Adler) je představen jako tyran a sportovec na McKinleyově střední v epizodě Směska. Je členem hokejového týmu, který rozlije ledovou tříšť na Finna, ale v epizodě Teatrálnost je již členem fotbalového týmu se svým kamarádem a též tyranem Azimiem (James Earl) a oba pravidelně šikanují členy New Directions. V epizodě Nepolíbená, která byla napsána jako řešení problému šikany LGBT dospívajících, Karofsky během hádky Kurta políbí. Později varuje Kurta, aby to nikomu neřekl a vyhrožuje, že pokud to udělá, tak ho zabije. Za výhrůžku smrti je vyloučen, ale na půdu školy se vrací, protože nespáchal žádné fyzické násilí—a Kurt neprozradil nic o jeho polibku. Na chvíli je vyhozen z fotbalového družstva s dalšími nečleny sboru v epizodě Sue v rozpacích, ale fotbalisté se vrací, aby během přestávky fotbalového zápasu spolu se sborem vystoupili s mashupem písní "Thriller/Heads Will Roll" a nakonec zápas vyhrají. V epizodě Takoví jsme se narodili, poté, co byl vydírán Santanou, se veřejně omluví Kurtovi, v přítomnosti jejich otců, ředitele Figginse a Willa. V epizodě Královna plesu, když Karofsky vyhraje titul krále plesu a šokovaný Kurt vyhraje titul královny plesu, jdou oba na tradiční tanec krále a královny, ale Karofsky není schopen coming outu a z plesu utíká. Poté se objevuje ve třetí sérii v epizodě Poprvé. Pro svůj poslední ročník je přeložen na jinou školu; potkává Kurta v gay baru a řekne mu, že je zde častým návštěvníkem a je zde přijímán. Později je v jeho nové škole odhalena jeho sexuální orientace a je šikanován tak nemilosrdně, že se pokusí spáchat ssebevraždu, ale je zachráněn svým otcem. Kurt ho navštíví v nemocnici a dohodnou se, že se stanou přáteli.
Adler předtím zpochybňoval motivace své postavy, ale byl překvapený scénou, ve které Karofsky políbí Kurta. Řekl, že byl "rád, že reprezentuje tak velkou skupinu lidí" a dodal: "V posledních dnech jsem dostal mnoho zpráv od lidí z celého světa, kteří mi děkovali, protože buď jsou jako Karofsky, byli jako Karofsky nebo znali někoho jako Karofsky." Během druhé série, tvůrce seriálu Ryan Murphy poznamenal, že „seriál Glee je ve své podstatě optimistický a myslím si, že postavy jako Karofsky by mohli propadnout alkoholu nebo lékům, nebo se opít a zabít se nebo udělat něco velmi špatného. Ale také mám rád Maxe a mám rád jeho postavu a tak nějak chci, aby jeho postava měla šťastný konec."

#### Ryder Lynn
Blake Jenner, výherce druhé řady reality show The Glee Project, se v seriálu poprvé objevil v páté epizodě čtvrté série s názvem The Role You Were Born to Play, v roli studenta Rydera Lynna, který se s Finnovou pomocí přidává k New Directions. Ryder hraje fotbal a před vstupem do sboru je obsazen jako hlavní mužská postava ve školním uvedení muzikálu Pomáda. V Pomádě hraje Ryder roli Dannyho, zatímco Marley ztvárňuje roli Sandy. V zákulisí Ryder nalezne Marley, která se snaží vyzvracet jídlo a on se jí snaží přesvědčit, aby to neudělala. Také ji řekne, že nechce líbat dívku s dechem od jejích zvratků, ať už na jevišti nebo ne. V zákulisí také Ryder Marley povzbuzuje a když se na ně dívá Jake, tak jí políbí. V epizodě Dynamic Duets, Ryder a Jake bojují o Marley. Ryder jako student nedosahuje příliš dobrých výsledků a v té samé epizodě se dozví, že je to proto, že trpí dyslexií. Později se z něj a Jaka stanou přátelé. V epizodě Thanksgiving mu Jake prozrazuje, že šel na schůzku s Marley. Ryder mu lže, že mu to nevadí, ale chce, aby ho Jake nechal vyhrát taneční soutěž.

#### Sugar Motta
Sugar Motta (Vanessa Lengies) je studentka na McKinleyově střední škole. Její otec je bohatý vlastník obchodu s piany, který daruje sboru tři piana v epizodě Projekt „Fialové piano“. Sugar si sama diagnostikovala Aspergerův syndrom, který využívá k vysvětlení, proč může říkat vše, co chce. Poté, co sbor vystoupí ve školní jídelně ve snaze upoutat nové zájemce, se Sugar ukáže na konkurzu a řekne sboru, že jsou strašní, ale ona je úžasná a bude jejich novou hvězdou. Hlásí se se svým úžasně strašným ztvárněním písně „Big Spender" a stává se první osobou, která po konkurzu není přijata do New Directions. V epizodě Shelby se vrací, její otec dá škole obrovský finanční dar, aby zařídila druhý sbor, ve kterém bude za hlavní hvězdu Sugar a najímá si Shelby Corcoran, aby ho vedla. Když se ke sboru přidají Mercedes, Santana a Brittany, tak Sugar předpokládá, že budou její doprovodné zpěvačky, ale Santana ji otevřeně řekne, že není dobrá zpěvačka a měla by jim jít z cesty a v tomto okamžiku Sugar přizná, že „alespoň jednou chtěla být v týmu, který vyhraje". Sugar následně vidíme tančit a zpívat v několika vystoupeních, což naznačuje, že se zlepšila. Poté, co Troubletones skončí na druhém místě na výběrovém kole, tak Shelby jako vedoucí odchází a Troubletones je řečeno, že jsou všechny vítány v New Directions. Sugar doprovodí Mercedes, Santanu a Brittany při jejich návratu a se skupinou zpívá „We Are Young". Její první znatelné sólo je v písni „Summer Nights" v epizodě Ano/Ne. V epizodě Srdce dává Sugar Willovi peníze za kostýmy a makeup pro regionální kolo a pořádá také velký valentýnský večírek. Artie a Rory soutěží o to, aby byli jejím doprovodem na večírek a Rory nakonec vyhrává, když zalže, že na konci školního roku bude deportován a získá její sympatie. Jako členka New Directions se vrací i ve čtvrté sérii seriálu.
Podle Lengies je Sugařino sebe-diagnostikování Aspergerova syndromu součástí její osobnosti. Řekla, že bylo těžké schválně velmi špatně zpívat, zvláště s klavírním doprovodem. Roli Sugar také krátce hraje Dianna Agron během snové sekvence výměny těl v epizodě Poslední pokus.

#### Jake Puckerman
Jake Puckerman (Jacob Artist) je nový student na McKinleyově střední, který se poprvé objevuje v první epizodě čtvrté série s názvem The New Rachel. Je to mladší nevlastní bratr Pucka, se kterým se nikdy předtím nesetkal. Je na konkurzu na New Directions, ale uprostřed písně je zastaven a tak se Jake začne vztekat a úmyslně porazí hudební stojan, který pak odmítá zvednout. Není přijat do sboru, ale když vedoucí Will Schuester zjistí, že je Jake příbuzný Pucka, tak osobně pozve Jaka, aby se připojil k New Directions, řekne mu, že je talentovaný a že si myslí, že připojení ke sboru mu může pomoci jako dříve Puckovi, ale Jake to odmítá. V následující epizodě s názvem Britney 2.0, Will zorganizuje překvapivé setkání mezi oběma nevlastními bratry a Jake se rozhodne, že se připojí ke sboru. Jeví se známky toho, že mezi ním a novou členkou sboru, Marley Rose panují více než sympatie a jí se líbí. Marley je naštvaná, když zjistí, že Jake chodí s hlavní roztleskávačkou Kitty (Becca Tobin), ale Jake se s ní rozejde poté, co se Kitty chová nevhodně k Marley. Později Ryder, školní fotbalista, přesvědčuje Marley, že Jake je velký sukničkář. V zákulisí muzikálu Pomáda Ryder políbí Marley, díky čemuž začne Jake žárlit. V epizodě Dynamic Duets se mezi Ryderem a Jakem vyvine rivalita o Marley, kterou se Finn snaží zpravit. Finn jim zadá za úkol zpívat duet, ale během něho se poperou. Finn je přesvědčen, že první pokus pomoci jim proti jejich rivalitě nebyl úspěšný a tak oběma zadá za úkol, aby tomu druhému řekli o své největší obavě. Jake mu řekne, že nezapadá, protože není ani černé ani bílé rasy a navíc je Žid. Ryder poté řekne Jakovi něco, co vše změní.

#### Marley Rose
Marley Rose (Melissa Benoist) je studentka, která přišla na McKinleyovu střední a poprvé se objevila v epizodě The New Rachel. Pochází z rodiny s nízkými příjmy a její matka pracuje ve školní jídelně a trpí velkou nadváhou. Na staré škole byla Marley izolována od ostatních a neměla žádné přátele. Je také zmíněno, že její rodiče jsou rozvedeni. Marley je stydlivá, milá, pozorná, skromná, krásný a talentovaná, která se jako většina studentů přihlašuje na konkurz k New Directions a je první a jedinou osobou, kterou sbor přijme s otevřenou náručí. Chce se stát zpěvačkou v rádiích, radši, než být na jevišti na Broadwayi jako Rachel (Lea Michele). Marley je zatím jediný člověk, pro kterého Sue nemůže vymyslet nelichotivou přezdívku, nejlepší s čím přišla bylo "naprosto ohromující, mile se tvářící modrooká dívka." Líbí se jí potížista Jake Puckerman, který je na McKinleyově střední také nový, ale ačkoliv to vypadá, že jejich sympatie jsou vzájemné, tak naštvaně zjistí, že Jake chodí s hlavní roztleskávačkou Kitty, což je podobné tomu, co se ze začátku stalo Rachel a Finnovi (Cory Monteith). Jake se nakonec rozchází s Kitty, protože ta ponižuje Marley, ale Jake také ignoruje Marleyiny romantické návrhy. Marley je obsazena do hlavní role Sandy ve školním uvedení muzikálu Pomáda a v epizodě Glease Kitty, která byla druhou kandidátkou pro roli Sandy, přivede šikanu Marley na zcela novou úroveň tím, že se jí snaží dovést k bulimie, když Marley na přespávání vyjádří obavu ohledně své váhy. Důvod, proč se začala obávat o svou váhu, je takový, že její kostým tajně přešila Kitty, aby jí byl malý a ona věřila, že přibírá. Z Marley a Wada "Unique" Adamse se stanou přátelé a do muzikálu se přihlašují společně písní od Pink, „Blow Me (One Last Kiss)". Marley brání práva Unique jako transvestivního studenta, který se obléká jako žena. Ryder Lynn, který hraje hlavní postavu Dannyho, se do Marley zamiluje, což je poté v zákulisí muzikálu vede k tomu, aby se políbili, zatímco se na ně Jake Puckerman dívá a bublá vzteky. Později, v epizodě Dynamic Duets, Jake a Ryder soutěží o Marleyinu přízeň a oba si myslí, že Marley si zaslouží lepšího. Z Kitty a Marley se stanou přátelé, díky čemuž získá Marley jiný přístup, ačkoliv Kitty pokračuje ve vytváření Marleyiny poruchy příjmu potravy. Marley nadále omezuje svou stravu, užívá projímadla a následuje Kittyiny kruté rady a výsledkem toho se cítí psychicky naprosto zničená. Toto vyvrcholí na výběrovém kole soutěže sborů v epizodě Thanksgiving, kdy Marley zkolabuje přímo na jevišti díky hladovění a úzkostem. V epizodě Glee, Actually Marley prozrazuje své matce, že vše, co chce od Vánoc je stromeček a několik dárků, ale její matka řekne, že musí šetřit peníze, aby zaplatili Marleyiny konzultační hodiny s odborníkem na poruchy příjmu potravy. Sue Sylvester, která je tajným Santou její matky, to uslyší a dá Marley vše, co si přeje, včetně peněz pro Marleyina poradce.

#### Matt Rutherford
Matt Rutherford (Dijon Talton) je fotbalista, který se k New Directions připojuje ve čtvrté epizodě první série s názvem V jiném stavu a zůstává po celou první sezónu seriálu. Nevrací se ve druhé sérii; Will řekne, že přestoupil na jinou školu. Talton nazval Matta jako typického fotbalistu s talentem pro zpěv a tanec, který si vždycky přál vystupovat, ale cítil se být donucený vybrat si mezi vystupováním anebo tím být "cool". Talton vysvětlil, že Finnův vstup do sboru toto udělalo pro Matta více přijatelné, aby byl k sobě upřímný, co chce dělat.

#### Kitty Wilde
Kitty Wilde (Becca Tobin) je také nový studentka McKinleyovy střední školy. Postava je poprvé představena v epizodě The New Rachel jako nová členka roztleskávaček. Kitty je velice populární. Když Kitty zjistí, že Marleyina matka je kuchařka v jídelně, tak začne celá její skupina šikanovat Marley. Stejně jako Marley, tak i jí se líbí Jake Puckerman a začne s ním chodit v epizodě Britney 2.0, ale skončí v epizodě The Break-Up. Kitty se nakonec rozhodne zúčastnit se konkurzu na roli Sandy ve školním uvedení muzikálu Pomáda, vedle Jaka a Marley, která nakonec roli získá, což Kitty rozzuří a začne kritizovat Marleyinu váhu a navede ji k bulimii. Kitty se společně s Ryderem Lynnem přidává v epizodě Dynamic Duets k New Directions a zdá se, že začíná být k Marley trochu milejší a i k její hmotnosti, ale Kitty to pouze předstírala a později se šikanováním zase začne. Společně s Marley zpívají oblečené jako super hrdinky duet „Holding Out For A Hero" od Bonnie Tyler.
Stejně jako Terri Schuester a Sugar Motta před ní, je Kitty také pomlouvána fanoušky i kritiky seriálu. TV Guide je velmi hlasitý ohledně jejich nenávisti této postavy a zvláště kritizuje, že na rozdíl od ostatních postav seriálu, Kitty neukázala žádnou svou slabost a jak je náhle milá k Marley jenom proto, aby s ní manipulovala a vnutila jí myšlenku, že přibírá na váze.
Brzy však Kitty začne chodit s nevlastním bratrem Jaka, Puckem. Po několika epizodách je ukázáno, že je Kitty milejší k ostatním a řekne jim, že považuje všechny z New Directions jako své přátele a že s nimi chce vyhrát další národní trofej. Později je prozrazeno, že v šesté třídě byla Kitty sexuálně obtěžována kamarádem svého bratra během přespávání, ale že jí to nikdo nevěřil. Všichni její přátelé s ní přestali mluvit, cítila se izolovaná a tak musela změnit školu, což by mohlo vysvětlit zdroj Kittiného špatného chování. Během epizody Shooting Star se Kitty přizná Marley, že během Pomády ji upravovala kostýmy, aby si myslela, že ztloustla a omlouvá se za své chování. Marley a Unique ji obejmou a odpustí ji její chování.

#### Lauren Zizes
Lauren Zizes (Ashley Fink) je vedoucí školních novin a národní šampiónka v řecko-římském zápase. Během první série Kurt řekne svému otci, že Laureniny rodiče museli žalovat školní čtvrť, aby Lauren získala místo ve wrestlingovém týmu. Lauren má jízlivou povahu a Puck jí obdivuje, za to že je „větší drsňák" než on sám. Lauren má nadváhu a zbožňuje sladkosti, obzvláště Cadbury Creme Eggs. Lauren se příležitostně obléká do stylu goth a je fanynkou knižní série Stmívání. V epizodě Kurtova válka se připojuje k New Directions, aby sbor měl dostatek členů na to, aby se mohl zúčastnit výběrového kola soutěže sborů. Dříve tvrdila, že školní sbor je hloupý, ale po několika následných příležitostech si začala zpívání a vystupování užívat. V epizodě Návrat má své první sólo, a to píseň „I Know What Boys Like". Společně s Puckem se uchází o titul krále a královny plesu a ačkoliv oba prohrají, tak na konci druhé série jsou stále pár. Ale když sbor na národním kole skončí na dvanáctém místě, tak dochází Lauren, že přítomnost ve sboru ohrožuje její důvěryhodnost, a tak na začátku nového školního roku ze sboru odchází a rozchází se s Puckem. Ve čtvrté sezóně se vrací v epizodě Sadie Hawkins jako část Tininy skupiny a tančí s Joem Hartem.

#### Další studenti na McKinleyově střední škole
V epizodě Balady z první série se objeví herečka Sarah Drew v roli Suzy Pepper, maturantky s "šílenou, absurdní a psychotickou láskou k panu Schuesterovi". Drew popsala Suzy jako "trochu stalker a strašidelná", ale nakonec se změní. James Poniewozik z magazínu Time pozitivně komentoval Suzynu charakterizaci a uvádí, že zatímco se objevovala jako "nenucený stereotyp hloupé holky", byla "jako osoba rozvedená", výkon, o kterém pochyboval, že by se v seriálu někdy objevil. V třetí sérii herec LaMarcus Tinker ztvárňuje Shana Tinsleyho, novou lásku pro Mercedes a "obrovského hráče pro McKinleyho fotbalový tým, Titány". Rock Anthony se objevuje jako Rick "The Stick" Nelson, hráč hokeje, který Finna polévá ledovou tříští a uchází se o místo prezidenta ročníku proti Kurtovi a Brittany. Quinn se na krátkou dobu přidá ke skupině školních vyvrženců, nazvané "The Skanks", v epizodě Projekt „Fialové piano“ a další členky skupiny byly Sheila (Raven Goodwin), "The Mack" (Courtney Galiano) a Ronnie (Jolene Purdy). Ve čtvrté sérii Daniel Curtis Lee a Jesse Luken hrají Phila Lipoffa a Bobbyho "Boom Boom" Suretta, sportovce, kteří šikanují sbor.
Jazzový orchestr střední školy Williama McKinleyho často doprovází New Directions v jejich hudebních číslech. Mezi pravidelné členy skupiny patří bubeník, kterého hraje John Lock a baskytarista, kterého ztvárňuje Scott Henson, oba byli představeni v pilotním díle. Dále se jedná o kytaristu, kterého hraje Spencer Conley, jenž jsme poprvé viděli v epizodě Menšiny a klávesisty, kterého hraje Mark Nilan mladší, a ten se v seriálu poprvé objevil v epizodě Síla Madonny. Mezi další hudebníky, kteří doprovázejí New Directions, patří hráči na strunné i dechové nástroje, další kytaristé, hráči na klávesy a na bicí nástroje a harfenistka. Jediný hudebník, který byl uveden v titulcích jako hostující hvězda, byl basista Scott Henson (jako „Scott T. Henson, kytarista") za to, že měl sólo v epizodě Vánoce. John Lock je často zobrazen čekající na Finna Hudsona, aby mu předal bicí a Spencer Conley se objevil v dívčím vystoupení při mashupu písní „Start Me Up / Livin' on a Prayer" v epizodě Nepolíbená. Žádné z těchto postav nebyla dána jména a neobjevili se ani v jedné z epizod třetí série. Lock a Henson dočasně opustili své nástroje, aby zpívali a tančili s New Directions pro výběrové kolo soutěže sborů v epizodě Drž si svých 16.

### Učitelé z McKinleyovy střední školy

#### Shannon Beiste
Shannon Beiste (Dot-Marie Jones) je ve druhé sérii novou trenérkou fotbalu, která nahradila Kena Tanaku. Přichází na střední školu Williama McKinleyho se záviděníhodným seznamem fotbalových týmů, které vedla a ředitel Figgins zvyšuje rozpočet fotbalového týmu, na úkor toho, že sníží rozpočet roztleskávačkám a sboru, což rozzlobí Sue a Willa a ti proti ní uzavřou dočasné spojenectví. Beiste je zděšena jejich hrubostí, ale odpouští Willovi, když se jí omluví a z ní a z Willa se stanou přátelé. Uvažuje o odchodu ze školy, když se dozví, že několik studentů na ní myslelo, když chtěli omezit vzrušení při mazlení se. Will donutí studenti omluvit se získá její odpuštění. Také zjistí, že Beiste nebyla nikdy políbená, což ho vede k tomu, aby jí dal její první polibek. Beiste později pomůže členům sboru udržet Brittany víru v Santa Clause: převlečená jako Santa vysvětluje Brittany, proč se její přání, aby Artie mohl zase chodit, nemůže vyplnit; později anonymně zasílá Artiemu ReWalk, který mu dovolí na krátké časové úseky chodit. Když se vyostří konflikty mezi fotbalovým týmem a sborem, tak Beiste donutí fotbalisty a sbor po dobu jednoho týdne pracovat společně; i přesto, že se setkává s odporem a překážkami, tak je její plán nakonec úspěšný a fotbalisté vyhrají hru na mistrovství. Během epizody Za to může alkohol, Beiste pozve Willa do rodeo baru, kde zpívá své první sólo „One Bourbon, One Scotch, One Beer". Ve třetí sérii je Beiste jednou z režisérek školního muzikálu a pořádá studentské volby ohledně prezidenta ročníku. Zamiluje se do fotbalového náboráře za stát Ohio, Cootera Menkinse a krátce to skončí v milostném trojúhelníku mezi ní, ním a Sue, ale v Beiste a Cooter se později vezmou, což je prozrazeno v epizodě Ano/Ne. Později Shannon zjistí, že Cooter je tyran a ačkoliv se ho ze začátku zdráhá opustit, tak to nakonec s podporou svých přátel a několika členů sboru udělá.

#### Shelby Corcoran
Shelby Corcoran (Idina Menzel) je během první série vedoucí konkurenčního sboru Vocal Adrenaline a Murphy ji popsal jako "někdo jako Faye Dunawayová z filmu Network". Líbá se s Willem krátce poté, co se poznali, ale odmítá s ním spát, když jí řekne, že jeho rozvod ještě není dokončen a že se nedávno rozešel se svou novou přítelkyní Emmou. Fanoušci žádali, aby byla Menzel obsazena jako Rachelina biologická matka, vzhledem k silné vzhledové podobnosti mezi Menzel a Michele. V epizodě Sni dál je prozrazeno, že ve skutečnosti je opravdu Shelby Rachelina biologická matka. Podepsala smlouvu, která říkala, že nesmí kontaktovat svou dceru do jejích osmnáctých narozenin. V posledním díle první série s názvem Cesta, Shelby adoptuje novorozenou holčičku Quinn Fabray a Noaha Puckermana, Beth. Před začátkem nového školního roku odchází od Vocal Adrenaline.
Shelby přichází zpět ve druhé epizodě třetí série s názvem Shelby se vrací, když byla najata otcem Sugar Motty, aby vedla druhý sbor na McKinleyově střední, protože Sugar nebylo dovoleno být v New Directions. Shelby nabídne Quinn a Puckovi, že se mohou stát součástí Bethina života. V epizodě Hrnec zlata řekne Shelby Puckovi, že jako matka nestojí za nic a na konci epizody se Puck a Shelby políbí. Puck se do ní zamiluje, ale Shelby mu v epizodě Souboj řekne, že jejich polibek byla chyba. Svou chybu ještě zhorší, když se s ním v následující epizodě s názvem Políbila jsem dívku vyspí a v osmé epizodě Drž si svých 16 Shelby z McKinleyovy střední školy odchází. V devatenácté epizodě čtvrté série se objeví, žije v New Yorku a navštěvuje Rachel na NYADĚ.

#### Ředitel Figgins
Ředitel Figgins (Iqbal Theba) je „přísný, ale spravedlivý" ředitel McKinleyovy střední školy. Figgins umožňuje Willovi převzít školní sbor, ale trvá na tom, že se sbor musí umístit na regionálním kole soutěže sborů, aby mohl pokračovat. Po většinu první série ho vydírá Sue, například najde internetovou nahrávku, kde je Figgins v punčochách v reklamě na Mumbai Air či mu později dá drogy do pití a vytvoří kompromitující fotku sebe a Figginse spolu v posteli. V druhé sérii Sue slouží jako dočasná náhrada za Figginse, když chytí chřipku a nechá ho vyhodit a sama se stává ředitelkou. Nicméně v následující epizodě Sue z funkce rezignuje a on se do funkce vrací. Na konci druhé série najímá sbor, aby vystoupil na školním plesu. V páté sérii se Sue stává ředitelkou školy a Figgins je nucen pracovat jako školník.
Ačkoliv byl Figgins původně zamýšlen jako běloch, tak byl do této role nakonec obsazen pákistánsko- americký herec Iqbal Theba. O roli Figginse říká, že je těžké ho hrát, protože to znamená najít „správnou kombinaci někoho, kdo je autoritou, ale zároveň, kdo je velice nejistý ohledně svých vlastních sil jako osoby".

#### Holly Holliday
Holly Holliday (Gwyneth Paltrow) je suplující učitelka na McKinleyově střední škole. Poprvé se objevuje v epizodě Suplentka, kde si dočasně bere na starost vedení sboru, když je jeho vedoucí Will Schuester nemocný. Paltrowino objevení se v Glee se stalo jejím prvním objevením v seriálu jako hostující hvězdy. Roli Holly pro ni vytvořil tvůrce seriálu Ryan Murphy, její osobní přítel, který chtěl, aby ukázala své taneční a pěvecké schopnosti ještě před tím, než v prosinci 2010 vyšel film Síla country, ve kterém Paltrow hraje zpěvačku country. Holly se vrací v epizodě Sexy a tentokrát slouží ve škole jako učitelka sexuální výchovy. V té samé epizodě také začne chodit s Willem. Hollyin třetí a poslední výskyt v seriálu ve druhé sérii přišel v epizodě Večer přehlížených. Holly zde ukončuje vztah s Willem, protože ví, že je stále zamilovaný do Emmy.

#### Sandy Ryerson
Sandy Ryerson (Stephen Tobolowsky) je bývalý vedoucí sboru na McKinleyově střední škole. Ačkoliv předstírá, že má přítelkyni, tak ho Rachel označí za "uzavřený případ" a je vyhozen za nevhodné sexuální chování vůči studentovi. Po vyhazovu se z něj stane drogový dealer, který prodává lékařskou marihuanu. Když se chce přidat k Willově skupině Bratři v hitu, tak ho odmítnou, protože je příliš „strašidelný", ale rozmyslí si to, když jim řekne, že Josh Groban je jeho kamarád a navštíví jejich další koncert, když v něm Sandy bude. I když Groban opravdu dorazí, tak je o proto, aby varoval Sandyho, aby mu neposílal přes internet jeho nevhodné fotky a zprávy. Spolupracuje se Sue Sylvester, aby zničil New Directions a je zvolen jako školní vedoucí umění. Sandy se objevuje k Rachelinu videoklipu „Run Joey Run", kde hraje jejího otce a dává Willovi radu ohledně poražení konkurenčního sboru Vocal Adrenaline. Jeho chování je velmi často výstřední, včetně shromažďování panenek, psaní příběhů o seriálu Zoufalé manželky a snahu vytvořit si roli pro sebe jako Kleopatra ve školním uvedení muzikálu Kabaret. Tobolowsky, který hraje roli Sandyho, ho popisuje jako vtipnou postavu, která "se prostě nemůže spojit s normálním světem" a existuje na „vnější hranici reality". Tim Stack z Entertainment Weekly chválil Sandyho jako „jednoho z nejvíce věrohodných postav za skvělé výroky a smích". V prvních několika epizodách bylo silně naznačeno, že je Sandy homosexuál. Epizoda z druhé série s názvem Večer přehlížených to potvrdila, když Sandy sám sebe charakterizoval jako „dravého homosexuála". V této epizodě se přidá k „lize zkázy", kterou zavedla Sue Sylvester, kde používal přezdívku „Růžová dýka", ale nakonec to skončí tak, že věnuje peníze škole na podporu školního týmu akademického desetiboje a kazí Suiny plány.

#### Ken Tanaka

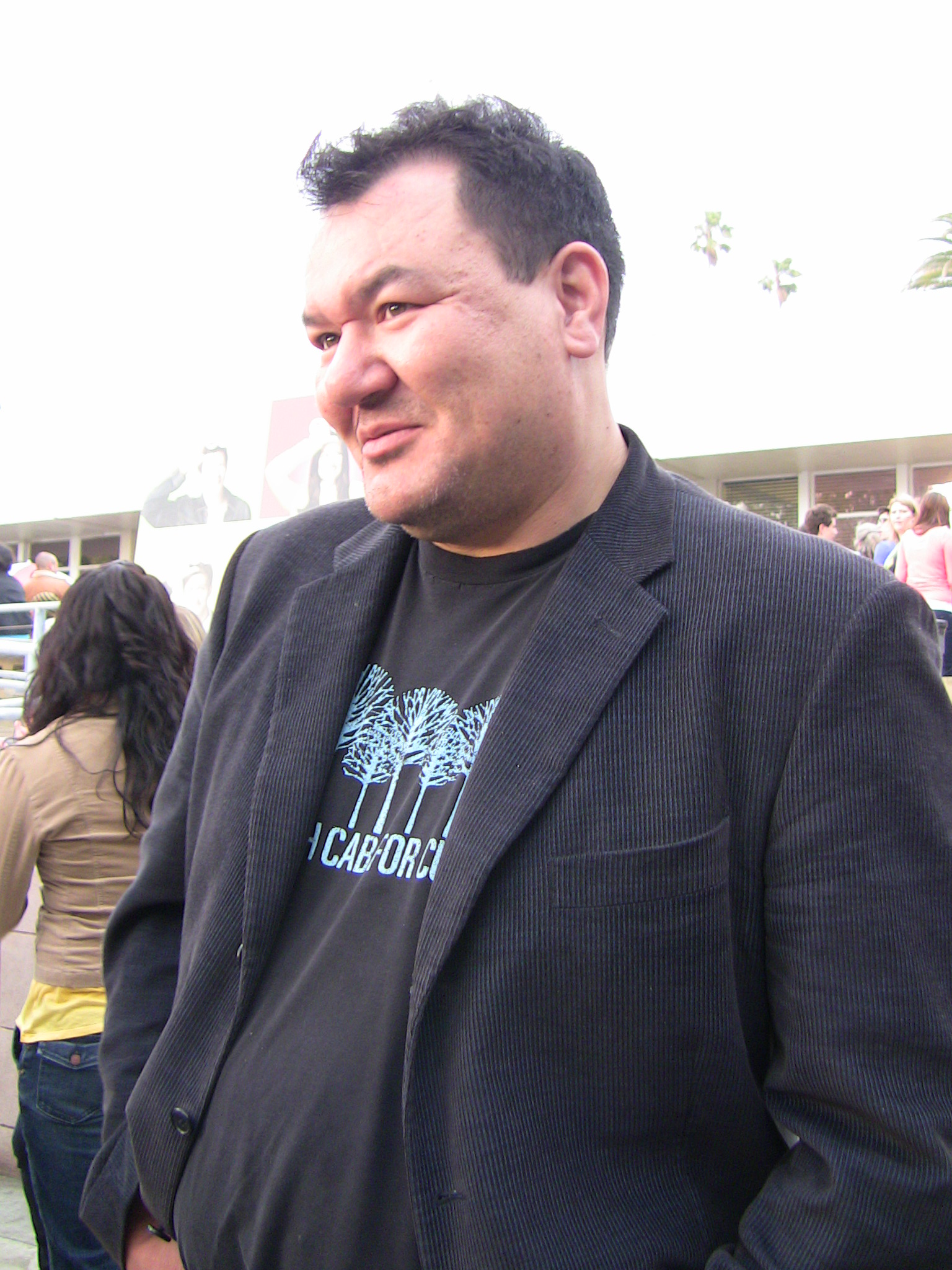
Patrick Gallagher hrál roli fotbalového trenéra Kena Tanaky

Ken Tanaka (Patrick Gallagher) byl hlavní trenér fotbalového týmu a byl předtím zasnoubený s Emmou, než ale zjistil, že je stále zamilovaná do Willa a jejich svatbu zrušil. Do druhé série seriálu se již nevrátil, nahradila ho nová trenérka fotbalu, Shannon Beiste, kterou hraje Dot-Marie Jones. Ředitel Figgins vysvětlil, že se Ken nervově zhroutil.
Krátce ho můžeme vidět v epizodě čtvrté série, Shooting Star jako potenciálního ideálního partnera pro trenérku Beiste v internetové seznamce. Je prozrazeno, že žije v Medfordu v Oregonu.

#### Roz Washington
Roz Washington (NeNe Leakes) byla poprvé představena v třetí sérii v epizodě Ano/Ne jako nová trenérka školního oddílu synchronizovaného plavání, disciplíny, za kterou na olympiádě získala bronzovou medaili. Trenérka Roz se opět objevila v epizodě Učitel španělštiny, ve které ke znechucení Sue Sylvester, sestavuje číslo pro roztleskávačky. Roz se podaří přesvědčit ředitele Figginse, aby ji jmenoval jako spolu-trenérku roztleskávaček, což rozzuří Sue, která se nechce dělit o moc. Sue uzavírá s Figginsem dohodu: když pomůže sboru vyhrát v národním kole soutěže sborů, tak opět získá roztleskávačky pouze pod svou kontrolu. Sbor vyhrává národní kolo a Sue vítězí. Roz se vrací na konci čtvrté série, když ředitel vyhazuje Sue a je stále trenérkou v páté sérii, když se Sue vrací jako ředitelka školy.
Roli Roz vytvořil Ryan Murphy, který vysvětlil, že sama Leakes byla inspirací pro tuto postavu, když ji uviděl v televizní reality show The Celebrity Apprentice, tak si do této role uměl představit pouze ji. Ian Brennan píše většinu Roziných dialogů, stejně jako Suiných. Leakes za roli Roz většinou obdržela v médiích pochvalné komentáře.

#### Další učitelé z McKinleyovy střední školy
John Lloyd Young hostuje v epizodě Bratři v hitu jako Henri St. Pierre, „starší učitel dílen s úžasným hlasem". Molly Shannon se během první série objeví dvakrát jako Brenda Castle, alkoholická učitelka astronomie a učitelka badmintonu, která se střetává se Sue. Brad Ellis má vedlejší roli Brada Ellise, klavíristy, který doprovází New Directions a neprokázal žádné sympatie vůči sboru, když v roce 2012 prohráli výběrové kolo soutěže sborů. Barbara Tarbuck se ve třetí sérii objevuje jako Nancy Bletheim, učitelka geometrie, která učí na škole čtyřicet dva let a podporuje Suinu kandidaturu do Kongresu. Mary Gillis hraje paní Hagberg, která se objevuje v epizodě Královna plesu a učí domácí ekonomiku, v „Shelby se vrací" učí zeměpis, v „Políbila jsem dívku" učí matematiku a v epizodě Učitel španělštiny odchází z místa učitelky dějepisu, ačkoliv se na konci roku vrátí do školy na oslavu v epizodě Finále. Ricky Martin ztvárňuje Davida Martineze, nočního učitele španělštiny, v epizodě Učitel španělštiny. Nahradí Willa na místě učitele španělštiny na McKinleyově střední škole, zatímco Will místo toho začne učit dějepis. Jean Sincere měla v letech 2010 a 2011 roli staré knihovnice. Phoebe Strole se objevuje v páté sérii jako školní zdravotní sestřička Penny Owen, do které je na krátkou dobu zamilovaný Sam Evans. V páté a šesté sérii se také objevuje školní inspektor Bob Harris v podání Christophera Cousinse.

### Osobnosti z konkurenčních sborů

#### Sunshine Corazon

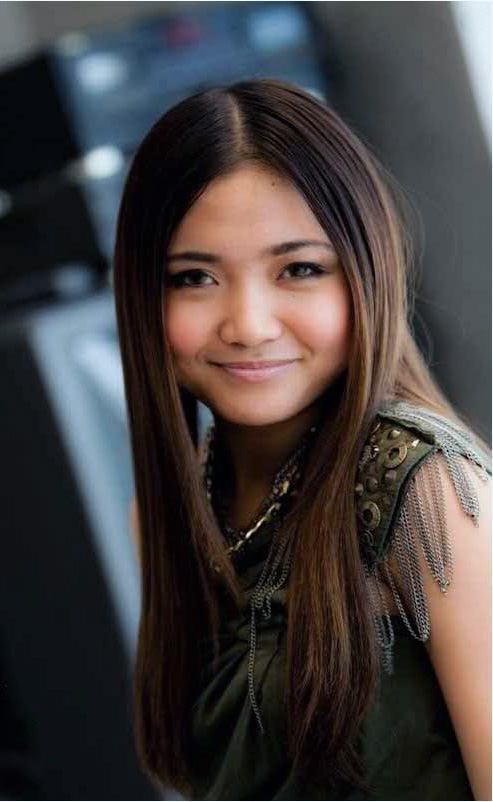
Charice Pempengco ztvárňuje Sunshine Corazon

Sunshine Corazon (Charice Pempengco) je výměnná studentka pocházející z Filipín. Rachel si pozve do sboru poté, co uvidí Sunshine zpívat s New Directions píseň "Empire State of Mind" a chybně si myslí, že k ní Sunshine vzhlíží, ale když obě dvě zpívají „Telephone", Rachel se jí cítí ohrožována a místo na konkurz ji nasměruje do drogového doupěte. Rachel je prozrazena a Sunshine se nakonec přihlašuje a ohromí sbor svým ztvárněním písně „Listen". Ačkoliv je do sboru ihned přijata, tak Sue Sylvester kontaktuje Dustin Goolsby, nového vedoucího konkurenčního sboru Vocal Adrenaline, který ji zaručí trvalý pobyt ve Spojených státech a bezpečí pro ni i její matku, když se přidá k jeho sboru. Sunshine se přizná, že by u New Directions ráda zůstala, ale že Rachel by její pobyt učinila „žijícím peklem". V epizodě Večer přehlížených se objeví jako členka týmu akademického desetiboje ze střední školy Carmel High, která v semifinále prohraje s týmem McKinleyovy střední školy. Sunshine uslyší o benefičním koncertu New Directions, aby pokryli náklady pro národní kolo, a nabídne se, že vystoupí a slibuje, že její fanoušci na Twitteru na koncert přijdou. Oni to přijmou poté, co jim zazpívá "All By Myself", ale Dustin Goolsby ji to nedovolí a její fanoušci nepřijdou. Sunshine se znovu objeví v poslední epizodě druhé série s názvem New York v národním kole soutěže sborů. Sunshine řekne Rachel v den vystoupení že nenávidí bytí v Vocal Adrenaline a zoufale chce odejít. Rachel ji povzbudí, aby vystoupila a omluví se jí za to, co jí provedla na začátku roku. Sunshine zpívá původní píseň „As Long As You're There" a sbor se umístí v nejlepších desíti. Později se dozvídáme, že Vocal Adrenaline skončili na druhém místě.

#### Dustin Goolsby

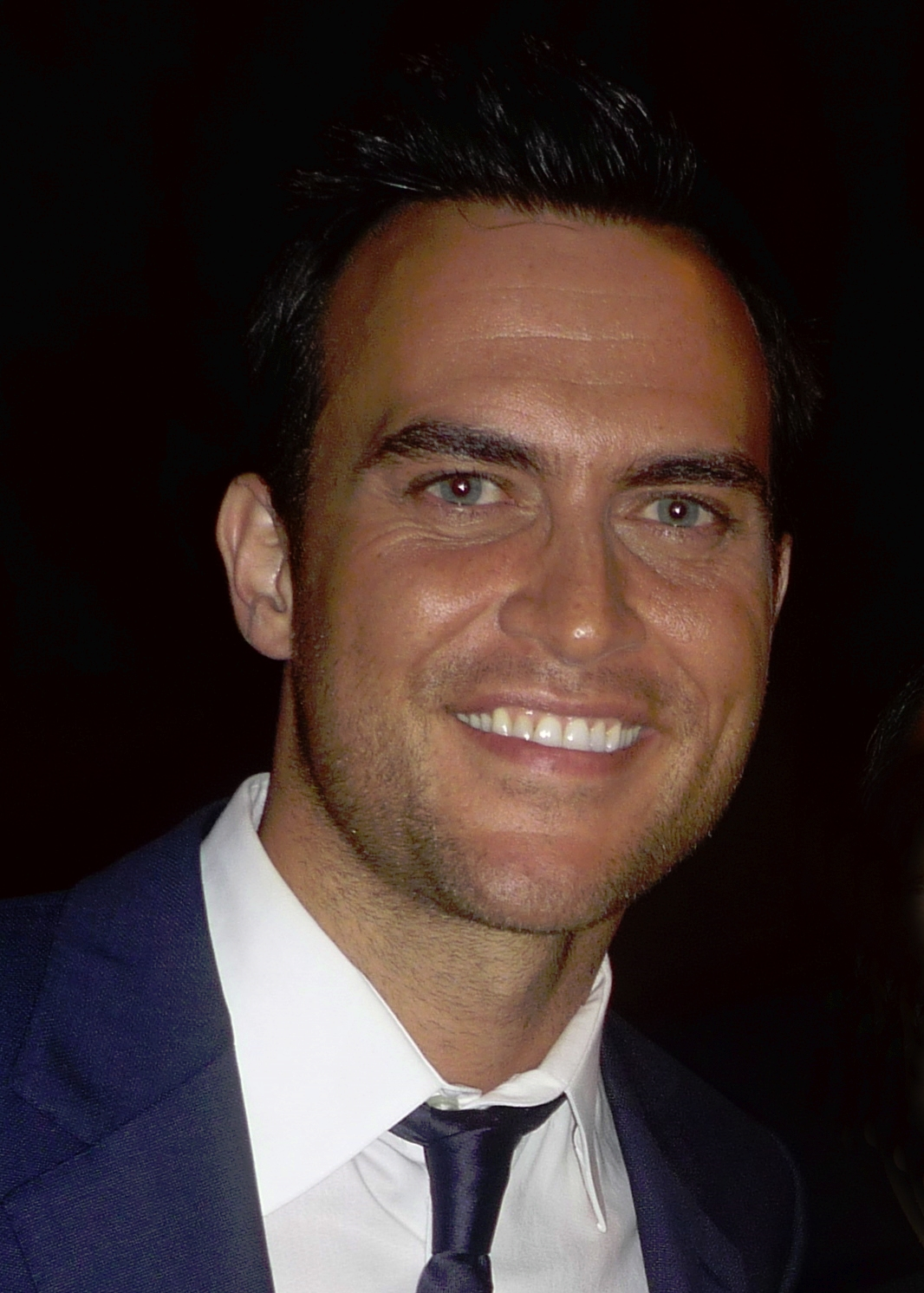
Cheyenne Jackson hraje roli Dustina Goolsbyho

Dustin Goolsby (Cheyenne Jackson) je vedoucím konkurenčního sboru Vocal Adrenaline, který nahrazuje Shelby Corcoran (Idina Menzel), která kvůli mateřským povinnostem odchází z postu, kdy pomohla svému sboru vyhrát národní kolo čtyřikrát v řadě. Murphy popsal Dustina jako "kompletního darebáka" a řekl, že se "bude velmi prolínat ve Willově životě". Poprvé je představen v epizodě Konkurz, kdy doprovází jeho novou členku sboru Sunshine Corazon z McKinleyovy střední školy, aby ji odvedl do jeho sboru. Tip na ní mu poslala Sue Sylvester a Sunshine za vstup slíbil zaplacení jejího víza a získání bytu pro ní a její rodinu. Dustin se vrací v epizodě Večer přehlížených, kdy se přidává k Suině „lize zkázy", aby pomohl zničit sbor New Directions a vrací se v poslední epizodě New York, kdy se koná národní kolo soutěže sborů a kde Vocal Adrenaline končí na druhém místě (jak je následně odhaleno ve třetí sérii v epizodě Shelby se vrací) a Goolsby je z pozice vedoucího vyhozen za to, že nezvládl obhájit páté vítězství v řadě.
Jackson byl původně zvažován do role Willa v roce 2009 byl obsazen do epizody Bratři v hitu jako choreograf Vocal Adrenaline, Dakota Stanley, ale kvůli nemoci se nemohl zúčastnit natáčení.

#### Harmony
Harmony (Lindsay Pearce) je přestavena v epizodě Projekt „Fialové piano“ ve skupině budoucích uchazečů o studiu na newyorské akademii dramatických umění (NYADA) a je jednou ze skupiny nadějných studentů, kteří sem chodí každý měsíc již od prvního ročníku střední školy. Již před narozením pracovala v showbussinesu—její ultrazvuk byl obsažen v epizodě seriálu To je vražda, napsala a později se objevila v reklamách na kojeneckou výživu. Když se na skupinu přijdou poprvé podívat Kurt a Rachel, tak Harmony zpívá sólo v rozsáhle choreografickém mashupu písní „Anything Goes" a „Anything You Can Do" z muzikálů Anything Goes a Annie Get Your Gun, čímž oba nové příchozí značně zděsí. Vrátí se v epizodě Drž si svých 16, kde zpívá sólo se svým sborem Unitards a skončí na třetím místě na výběrovém kole soutěže sborů, po kterém Kurtovi řekne, že nyní chodí do druhého ročníku. Harmony ztvárnila finalistka reality show The Glee Project, Lindsay Pearce a její debut se setkal s chválou od kritiků.

#### Grace Hitchens

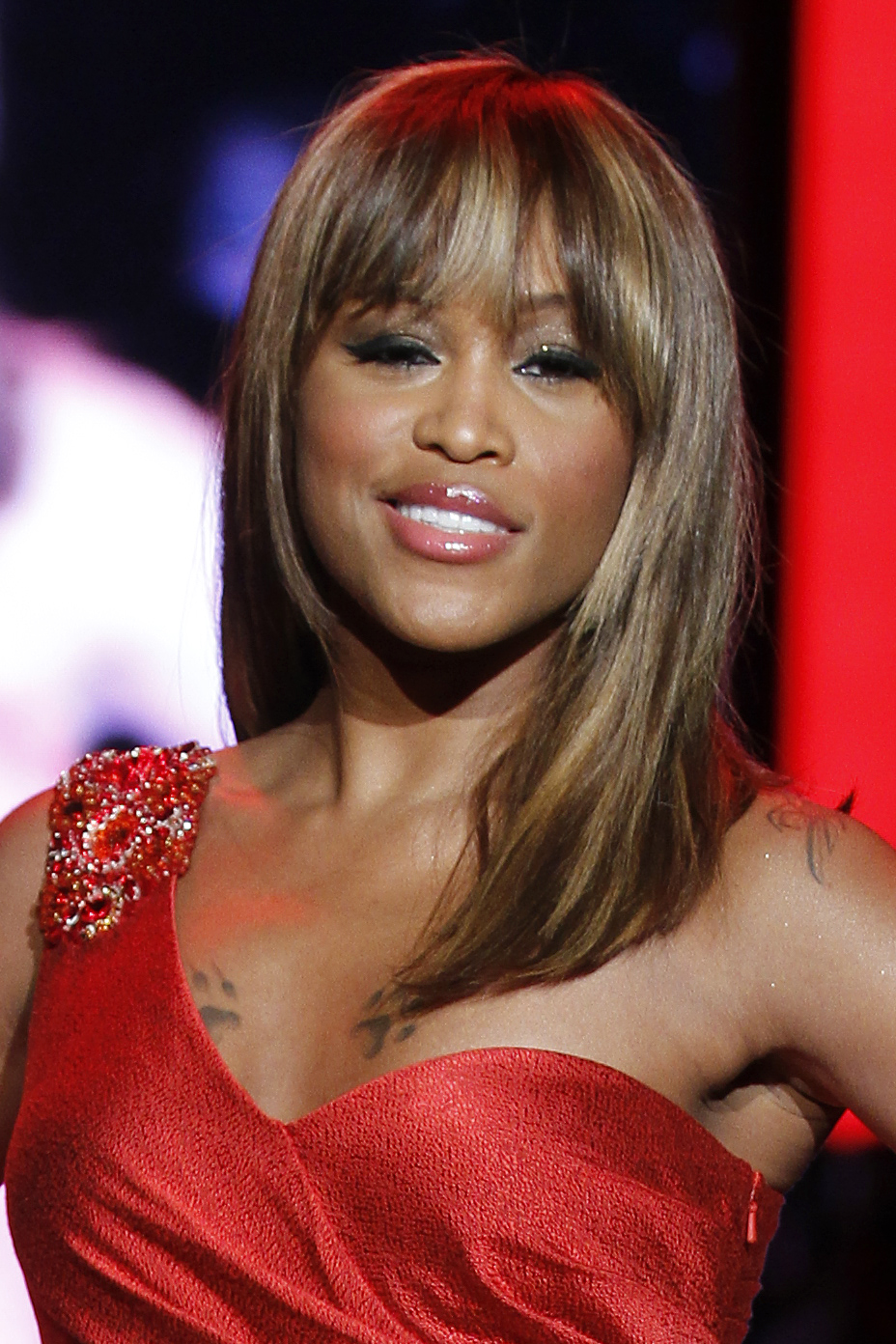
Eve hraje Grace Hitchens, vedoucí konkurenčního sboru

Grace Hitchens (Eve) je vedoucí sboru na akademii Jane Addams pro problematické dospívající dívky. Sue ji přesvědčí, aby použila písně ze seznamu písní New Directions na výběrové kolo, aby její sbor měl větší šanci vyhrát. Ačkoliv se ohledně toho cítí vinna a snaží se porotcům říct ohledně jejího podvádění, tak porotci jednohlasně zvolili New Directions za vítěze. Ona a konkurenční vedoucí sboru Dalton Rumba dávají řediteli Figginsovi důkaz, že jim Sue pomáhala podvádět, což vede k dočasnému vyhození Sue.

#### Sebastian Smythe
Sebastian Smythe (Grant Gustin) je student Daltonovy akademie, který na školu přestoupí v třetí sérii seriálu. Je představen jako nový Slavík v epizodě Poprvé. Když Blaine Anderson, bývalý hlavní zpěvák Slavíků, který přestoupil na McKinleyovu střední, přichází na Dalton, aby pozval své přátele ze Slavíků, aby se na něj přišli podívat ve školním uvedení muzikálu West Side Story, kde ztvární hlavní roli, tak je jím Sebastian přitahován a snaží se s ním flirtovat, ale Blaine je šťastný se svým současným přítelem a odmítá ho. Sebastian navrhuje, že by Blaine a Kurt s ním mohli navštívit místní gay bar, ačkoliv jeho další pokusy dostat Blaina a Kurta od sebe pryč jsou neúspěšné a Kurt později varuje Sebastiana, ať se drží od něj i Blaina dál. Sebastian se stane hlavním zpěvákem Slavíků a v epizodě Michael se snaží zmařit plán New Directions zpívat písně Michaela Jacksona na regionálním kole a Jacksonovu hudbu přidá i do seznamu písní Slavíků, což vede oba sbory k tomu, aby bojovali o právo použít písně Jacksona. Sebastian vylévá ledovou tříšť uměle obohacenou o kamennou sůl, která omylem zasáhne Blaina do oka —Kurt byl plánovaným cílem—až takového rozsahu, že Blaine musí jít na operaci na opravení jeho rohovky. Santana ho soukromě donutí, aby se přiznal k jeho činu, ale Sebastian neví, že byl nahráván a tak se o jeho činu dozví zbytek Slavíků. Neodrazený Sebastian se snaží vydírat Rachel, aby se nezúčastnila regionálního kola soutěže sborů, jinak že zveřejní na internetu falešné nahé obrázky Finna, ale zničí je, když se Dave Karofsky pokusí o sebevraždu—Sebastian krutě odmítl Karofskeho v gay bar a za jeho pokus o sebevraždu se obviňuje. The Warblers skončí na regionálním kole na druhém místě a New Directions vítězí. Sebastian se ve čtvrté sérii vrací, ačkoliv ztratil pozici hlavního zpěváka, která je nyní dána Hunterovi Claringtonovi. Je součástí úsilí, které se snaží přesvědčit Blaina, aby se znovu přidal ke Slavíkům. Objeví se ještě v první epizodě páté série, kdy pomáhá Blainovi při jeho žádosti o ruku.

#### Jesse St. James
Jesse St. James (Jonathan Groff) je hlavním zpěvákem konkurenčního sboru a jedním z hlavním protivníků sboru v první sérii. Je veden k tomu, aby se spřátelil s Rachel, k čemuž ho vede vedoucí Vocal Adrenaline, která je ve skutečnosti Rachelina biologická matka. Jesse a Rachel spolu začnou chodit a on chvíli přestoupí na McKinleyovu střední školu a přidává se k New Directions. Nicméně když je pravda o Shelby prozrazena, tak se Jesse vrací zpět. Vztah s Rachel zakončuje tím, že na ní na parkovišti McKinleyovy střední nahází vajíčka a tím ji zesměšní. V epizodě Královna plesu se vrací poté, co byl vyhozen z vysoké školy, v pokusu opět spřátelit se s Rachel a prohlašuje, že jeho největší chybou bylo vybrat si Vocal Adrenaline místo lásky. Přidává se k Rachel, Samovi a Mercedes na ples, ale dostane se do rvačky s žárlivým Finnem a je z plesu vyhozen. Zřizuje konzultační byznys, aby pomohl sborům s vystupováním a jeho prvním klientem jsou New Directions. Jeho znovu obnovený vztah s Rachel nakonec selže, když ji během vystoupení na národním kole Finn políbí a Rachel se rozhodne, že se k Finnovi vrátí. Jesse se ve třetí sérii stává vedoucím Vocal Adrenaline a s Rachel mají přátelský moment, když ho Rachel podpoří jako vedoucího a řekne mu, že se jí líbí jeho domýšlivá strana. Poté, co uvidí Rachel vystupovat na národním kole (a přizná si, že je do ní stále ještě zamilovaná), tak Jesse mluví s Carmen Tibideaux (Whoopi Goldberg) a řekne jí, že Rachel je ta nejvíce talentovaná osoba, kterou zná.
V kontroverzní eseji pro Newsweek, kritik Ramin Setoodeh napsal, že Groff, který je homosexuál, nebyl jako heterosexuální Jesse přesvědčivý („vypadá spíše jako průměrná divadelní královna a byl by lepší do vztahu s Kurtem než s Rachel"). Groffův výkon obhajovali Murphy a hostující hvězda Kristin Chenoweth, když oba označili jeho esej za homofobní a stejně ji i označil prezident gay a lesbické aliance proti pomluvám, Jarrett Barrios.
Na konci seriálu se vrací a přesvědčuje Rachel, aby si s ním zahrála v novém broadwayském muzikálu, ona ale dá přednost škole. V posledním díle zjistíme, že se za pět let Jesse a Rachel vzali. Jesse je také režisérem muzikálu, ve kterém Rachel hraje hlavní roli a získal, stejně jako ona, cenu Tony.

#### Další osobnosti z konkurenčních sborů
Whit Hertford se objevuje jako Dakota Stanley, choreograf sborů, který pracoval pro Vocal Adrenaline a krátce ho najali i New Directions. Michael Hitchcock se objevuje jako Dalton Rumba, vedoucí sboru Haverbrook Deaf Choir. Mezi Slavíky ze druhé série patří Wes (Telly Leung), David (Titus Makin mladší) a Thad (Eddy Martin), kteří organizují setkání sboru. Dalším Slavíkem je Nick (Curt Mega), který chvíli v třetí sérii zpívá ve Slavících sóla. Hunter Clarington je představen v sedmé epizodě čtvrté série jako nový kapitán Slavíků. Hraje ho Nolan Gerard Funk. Finalistka soutěže American Idol, Jessica Sanchez se objevila ve dvou epizodách jako hlavní zpěvačka konkurenčního sboru, Frida Romero.

### Rodiny studentů a učitelů z McKinleyovy střední školy

#### Kendra Giardi
Kendra Giardi (Jennifer Aspen) je sestra Terri Schuester. Ona a její manžel Phil (Michael Loeffelholz) mají trojčata (které hrají Ethan, Aidan a Ben Freedmanovi). Ona ovlivňuje mnoho Terriiných rozhodnutí během jejího hysterického falešného těhotenství a předpovídá katastrofu kdykoliv ji Terri řekne, že by přiznala Willovi pravdu. V epizodě Menšiny Kendra a Terri vydírají svého gynekologa, doktora Wu (Kenneth Choi), aby předstíral ultrazvuk, který by přesvědčil Willa, že dítě je skutečné.

#### Carl Howell
Carl Howell (John Stamos) je zubař, který je představený v epizodě Britney/Brittany jako přítel Emmy. Jako fanoušek The Rocky Horror Picture Show, se Carl nabízí, že bude hrát roli Eddieho ve školním uvedení muzikálu. Nemá rád fakt, že spolu Emma a Will tráví hodně času o samotě a bojí se, že k ní Will něco cítí. V epizodě Kurtova válka se Carl a Emma vezmou v Las Vegas. Nicméně v epizodě Sexy se dozvídáme, že spolu ještě neměli sex. Holly donutí Emmu přiznat, že je stále zamilovaná do Willa, což vede Carla k odchodu od ní a k žádosti o zrušení manželství.

#### Carole Hudson
Carole Hudson (Romy Rosemont) je Finnova ovdovělá matka, Kurtova nevlastní matka a současná manželka Burta. Když byl Finn malý, tak chodila s pracovníkem starajícím se o trávník, který ji opustil kvůli mladší ženě. Když se dozví, že je Quinn těhotná, tak ji dovolí přistěhovat se, když ji její otec vyhodí z domova. Kurt spáruje Carole s jeho otcem Burtem, abys se dostal blíže k Finnovi. Rozhodnou se bydlet spolu až do té doby, než in Finn použije na Kurta homofobní nadávku a Burt s ním odmítne sdílet jednu střechu. Ale jejich vztah pokračuje a Carole navštíví Burta na lůžku, když na začátku druhé série prodělá srdeční záchvat. Později si ho i vezme.

#### Jean Sylvester
Jean Sylvester (Robin Trocki) je starší sestra Sue Sylvester, která trpí Downovým syndromem. Bydlí v pečovatelském domě a je jedinou postavou, ke které se Sue chová s péčí a s láskou. Stala se důvodem, proč se Sue rozhodla přijmout Becky Jackson (která také trpí Downovým syndromem) k roztleskávačkám. Jean na konci druhé série umírá, v epizodě Pohřeb.

#### Další rodinní příslušníci studentů či učitelů
Mezi hostující hvězdy první série patří Victor Garber a Debra Monk v roli Willových rodičů. Gina Hecht v osmé epizodě hraje Puckovu matku a opět ji můžeme vidět v poslední epizodě třetí série. Gregg Henry a Charlotte Ross hrají Quinniny rodiče, Russella a Judy Fabrayovy v desáté epizodě a Ross se objevuje v několika dalších epizodách první až třetí série. V druhé sérii poznáme matku Sue Sylvester, kterou ztvárnila Carol Burnettappears, dále se Kari Coleman objevuje jako Donna Jackson, matka Becky Jackson a Daniel Roebuck se dvakrát objeví jako Paul Karofsky, otec studenta Dava Karofskeho a svou roli si zopakoval i ve třetí sérii. Ve třetí sérii také poznáme rodiče Mika Changa, Juliu Chang (Tamlyn Tomitová) a Mika Changa staršího (Keong Sim). Herci Don Most a Valerie Mahaffey hrají rodiče Emmy Pillsbury, konkrétně Rusty a Rose Pillsburyovi, se kterými se nejprve setkáváme ve třetí epizodě a potom v epizodě Ano/Ne. Ivonne Coll hraje v epizodě Políbila jsem dívku babičku Santany a zpěvačka Gloria Estefan se objeví jako Santanina matka, Maribel Lopez, v epizodě Sbohem a šáteček. Rodiče Sama Evanse se objevují v epizodě Drž si svých 16: jeho otce hraje John Schneider a jeho matku Tanya Clarke. Rachelini dva otcové, Hiram a LeRoy Berry (Jeff Goldblum a Brian Stokes Mitchell), se poprvé objevují v epizodě Srdce. V epizodě Velký bratr se setkáváme s Cooperem Andersonem, bratrem Blaina Andersona, kterého ztvárnil Matt Bomer. Puckova otce hraje Thomas Calabro a objevuje se v osmnácté epizodě třetí série s názvem Přijímačky. Ve čtvrté sérii poznáváme Millie Rose, matku nové členky sboru Marley Rose, která pracuje ve školní kavárně a hraje ji Trisha Rae Stahl. Dále se v šesté epizodě setkáváme s rodiči Wada „Unique" Adamse, které ztvárňují Mark Christopher Lawrence a Davenia McFadden; matku Jaka Puckermana hraje Aisha Tyler a objevuje se v Glee, Actually a Katey Sagal hraje matku Artieho Abramse v předposlední epizodě čtvrté série s názvem Wonder-ful. V šesté sérii poznáme Whitney a Pierce Piercovi, rodiče Brittany, které hrají Jennifer Coolidge a Ken Jeong a také matku Blaina Andersona, Pam, kterou hraje Gina Gershon.

### Známí studentů a učitelů z McKinleyovy střední školy

#### Rod Remington
Rod Remington (Bill A. Jones) je televizní zpravodaj a moderátor zpráv na místní televizní stanici, kde má Sue Sylvester vlastní prostor na názor ("Suin outek"). Rod a Sue mají vztah krátce poté, co se jeho žena utopila, který začal i skončil v epizodě Směska, když ho Sue přistihla, že se líbá se svou kolegyní Andreou Carmichael (Earlene Davis). Rod a Andrea se později vezmou a oznámí to během vysílání zpráv v epizodě Furt, čímž ztrapní Sue. Jako místní celebrita byl Rod několikrát porotcem na soutěžích sborů: v první sérii ve výběrovém kole a v regionálním kole v prvních dvou sériích.

#### April Rhodes
April Rhodes (Kristin Chenoweth) je bývalou členkou sboru, která nikdy neukončila střední školu a skončila nárazem na dno. Byla také středoškolskou láskou Willa, která v té době nikdy nezaregistrovala ani jeho existenci. Jako dospělá se krátce přidá ke sboru v časovém úseku, kdy Rachel odešla se sboru a ve sboru nebyla žádná hlavní zpěvačka. Během její návštěvy školy, dává Kurtovi časopisy o svalech a alkohol, učí Mercedes a Tinu, jak krást v obchodě a má krátký románek s Puckem. April se objeví ještě jednou, když se stane milenkou staršího magnáta, který je vlastníkem a provozovatelem „kabaretního kluziště ve tvaru válce". Náhle její přítel umírá a jeho žena jí tajně zaplatí 2 miliony dolarů, aby její příběh neřekla novinářům. April se poté rozhodne zaplatit sboru zpět jejich posluchárnu a vrací se na Broadway do bělošské verze muzikálu The Wiz. Muzikál propadne a ve druhé sérii se v epizodě Drby vrací, kde žádá Willa o pomoc s její novou one-woman show, nazvanou CrossRhodes.

#### Bryan Ryan
Bryan Ryan (Neil Patrick Harris) je Willův nepřítel z časů jeho chození na střední školu. Bryan se objevuje v epizodě Sni dál jako člen školní rady, který má za úkol co nejvíce zkrátit rozpočet školních uměleckých programů a i sboru, hlavně jako pomstu, že mu dříve jako hlavnímu zpěvákovi dával falešné naděje. Harris za svůj výkon získal v roce 2010 cenu Emmy v kategorii nejlepší hostující herec v komediálním seriálu.

#### Další známí studentů nebo učitelů z McKinleyovy střední školy
Mezi hostující hvězdy patří Josh Groban a Olivia Newton-Johnová, kteří se v seriálu objevili jako oni sami, nejprve odděleně a poté společně jako porotci soutěže sborů. Porotce druhé série hrají Kathy Griffin a Loretta Devine v rolích Tammy Jean Albertson a sestry Mary Constance. V třetí sérii, porotci pro národní kolo soutěže jsou Lindsay Lohan a Perez Hilton, kteří se objevují v rolích sebe samých a Rex Lee jako chicagský radní Martin Fong. Kent Avenido se v prvních svou sériích objevuje jako Howard Bamboo, Terriin dyslektický spolupracovník, který se přidává ke skupině Bratři v hitu a později ke Suině „Lize zkázy" a Kenneth Choi v roli doktora Wu, Terriného gynekologa. Earlene Davis ztvárňuje Andrea Carmichael, kolegyni Roda Remingtona, za kterého se později provdá. Kathleen Quinlan se objevuje jako doktorka Shane, psychiatrička, která léčí Emmu Pillsbury. Eric Bruskotter hraje roli fotbalového náboráře Cootera Menkinse, který se poprvé objeví v epizodě Poprvé a zaujme ho trenérka Beiste, kterou si později i vezme, ale ta od něj nakonec kvůli jeho násilnické povaze odejde. Moderátor Geraldo Rivera si zahrál v šesté sérii sám sebe, když dělá rozhovor se Sue. V této scéně se na záznamu objeví i Michael Bolton, který odmítá to, že by Sue znal, či by byl otcem její dcery Robin.

### New York a NYADA
Z NYADY se poprvé objevila Whoopi Goldberg jako Carmen Tibideaux, děkanka NYADY, který přichází do Ohia, aby předsedala Rachelinému a Kurtovému konkurzu na školu, v epizodě Přijímačky. Objevila se zde znovu v epizodě Poslední pokus a i následující s názvem Finále, kde se zúčastnila národního kola soutěže sborů v Chicagu a vrátila se do čtvrté a páté série pro scény odehrávající se na NYADĚ.
Kate Hudson se objevuje jako Cassandra July, Rachelina učitelka tance na NYADĚ, která má styl výuky „založen na negativních předsudcích". Byla představena v první epizodě čtvrté série na šest epizod, nicméně objevila se pouze v pěti. Dean Geyer vystupuje v roli Brodyho Westona, přitažlivého studenta z NYADY, který se zamiluje do Rachel a kvůli tomu se rozpadne její vztah s Finnem. Nicméně poté se Santana dozví, že se Brody živí jako gigolo, a tak Brody mizí z Rachelina života. Sarah Jessica Parker byla představena ve třetí epizodě jako Isabelle Wright, která je Kurtovou mentorkou ve Vogue.com, poté, co zde podepsal smlouvu jako stážista. Objevila se zde na několik epizod.
Britský herec Oliver Kieran Jones se poprvé objevuje v epizodě Sadie Hawkins ve vedlejší roli Adama Crawforda, maturanta NYADY a hlavního zpěváka sboru Adam's Apples, do kterého se Kurt chce přidat po jarní semestr a Kurt a Adam spolu následně začnou chodit, ale záhy se rozejdou. Kieran Jones absolvoval na LAMDĚ, skutečné londýnské škole, která je podobná fiktivní seriálové NYADĚ.
Amy Aquino a Michael Lerner se objevují ve čtvrté sérii jako producenti broadwayského uvedení muzikálu Funny Girl, Lernerova role se jmenuje Sidney Greene a objevuje se i v první epizodě páté série. V této epizodě se také představují i další osoby spojené s muzikálem, a to Peter Facinelli v roli režiséra muzikálu Ruperta Campiona a Ioan Gruffudd jako Paolo San Pablo, hlavní herec muzikálu.
Santana a poté i Rachel s Kurtem v New Yorku pracují v restauraci Spotlight Diner, kterou vede Gunther (Christopher Curry). Další zaměstnankyní je Dani (Demi Lovato), nadějná mladá umělkyně, která se zamiluje do Santany. Poprvé se objevuje ve druhé epizodě a ze seriálu mizí v druhé polovině páté série.
Adam Lambert ztvárnil Elliotta „Starchild“ Gilberta ve čtvrté epizodě páté série. Zpočátku se zdá být Kurtovým protivníkem, ale nakonec se stanou přáteli. Zpívá v hudební skupině, kde jsou kromě něj a Kurta ještě Dani, Santana a Rachel. Starchild je velmi talentovaný zpěvák, i když někdy příliš excentrický. Na krátkou domu bydlí s Rachel, která se dočasně vystěhovala z bytu kvůli hádce Kurtem.

## Obsazení
| Herec             | Postava               | Série           | Série           | Série    | Série     | Série           | Série           | Český dabing                     |
| Herec             | Postava               | 1               | 2               | 3        | 4         | 5               | 6               | Český dabing                     |
| ----------------- | --------------------- | --------------- | --------------- | -------- | --------- | --------------- | --------------- | -------------------------------- |
| Chris Colfer      | Kurt Hummel           | Hlavní          | Hlavní          | Hlavní   | Hlavní    | Hlavní          | Hlavní          | Jan Cina                         |
| Jane Lynch        | Sue Sylvester         | Hlavní          | Hlavní          | Hlavní   | Hlavní    | Hlavní          | Hlavní          | Valérie Zawadská                 |
| Kevin McHale      | Artie Abrams          | Hlavní          | Hlavní          | Hlavní   | Hlavní    | Hlavní          | Hlavní          | Vojtěch Hájek                    |
| Lea Michele       | Rachel Berry          | Hlavní          | Hlavní          | Hlavní   | Hlavní    | Hlavní          | Hlavní          | Kristýna Bábková                 |
| Matthew Morrison  | Will Schuester        | Hlavní          | Hlavní          | Hlavní   | Hlavní    | Hlavní          | Hlavní          | David Švehlík                    |
| Jenna Ushkowitz   | Tina Cohen-Chang      | Hlavní          | Hlavní          | Hlavní   | Hlavní    | Hlavní          | Vedlejší        | Terezie Taberyová                |
| Amber Riley       | Mercedes Jones        | Hlavní          | Hlavní          | Hlavní   | Hlavní    | Vedlejší        | Hlavní          | Eliška Nezvalová                 |
| Mark Salling      | Noah "Puck" Puckerman | Hlavní          | Hlavní          | Hlavní   | Hlavní    | Vedlejší        | Vedlejší        | Oldřich Hajlich                  |
| Cory Monteith     | Finn Hudson           | Hlavní          | Hlavní          | Hlavní   | Hlavní    |                 |                 | Petr Neskusil                    |
| Dianna Agron      | Quinn Fabray          | Hlavní          | Hlavní          | Hlavní   | Vedlejší  | Vedlejší        | Vedlejší        | Lucie Vondráčková / Anna Remková |
| Jayma Mays        | Emma Pillsbury        | Hlavní          | Hlavní          | Hlavní   | Vedlejší  | Vedlejší        | Vedlejší        | Klára Oltová                     |
| Jessalyn Gilsig   | Terri Schuester       | Hlavní          | Hlavní          |          | Hostující |                 | Vedlejší        | Barbora Munzarová                |
| Naya Rivera       | Santana Lopez         | Vedlejší        | Hlavní          | Hlavní   | Hlavní    | Hlavní          | Vedlejší        | Ivana Korolová / Marika Šoposká  |
| Heather Morris    | Brittany Pierce       | Vedlejší        | Hlavní          | Hlavní   | Hlavní    | Vedlejší        | Vedlejší        | Marika Šoposká / Ivana Korolová  |
| Mike O'Malley     | Burt Hummel           | Vedlejší        | Hlavní          | Vedlejší | Vedlejší  | Vedlejší        | Vedlejší        | Jan Vondráček                    |
| Harry Shum mladší | Mike Chang            | Vedlejší        | Vedlejší        | Hlavní   | Hlavní    | Vedlejší        | Vedlejší        | Libor Bouček / Jan J. Nedvěd     |
| Darren Criss      | Blaine Anderson       |                 | Vedlejší        | Hlavní   | Hlavní    | Hlavní          | Hlavní          | Michal Michálek                  |
| Chord Overstreet  | Sam Evans             |                 | Vedlejší        | Vedlejší | Hlavní    | Hlavní          | Hlavní          | Radek Škvor / Jan Škvor          |
| Dot Jones         | Shannon Beiste        |                 | Vedlejší        | Vedlejší | Vedlejší  | Vedlejší        | Hlavní          | Zuzana Slavíková                 |
| Alex Newell       | Wade Adams            |                 |                 | Vedlejší | Vedlejší  | Hlavní          | Vedlejší        | Klára Šumanová                   |
| Becca Tobin       | Kitty Wilde           |                 |                 |          | Vedlejší  | Hlavní          | Vedlejší        |                                  |
| Jacob Artist      | Jake Puckerman        |                 |                 |          | Vedlejší  | Hlavní          | Hostující       |                                  |
| Blake Jenner      | Ryder Lynn            |                 |                 |          | Vedlejší  | Hlavní          | Hostující       |                                  |
| Melissa Benoist   | Marley Rose           |                 |                 |          | Vedlejší  | Hlavní          |                 |                                  |
| Vedlejší postavy  |                       |                 |                 |          |           |                 |                 |                                  |
| Iqbal Theba       | Figgins               | Vedlejší        | Vedlejší        | Vedlejší | Vedlejší  | Vedlejší        | Vedlejší        | Libor Terš                       |
| Lauren Potter     | Becky Jackson         | Vedlejší        | Vedlejší        | Vedlejší | Vedlejší  | Vedlejší        | Vedlejší        | Jitka Moučková / Jitka Ježková   |
| Josh Sussman      | Jacob Ben Israel      | Vedlejší        | Vedlejší        | Vedlejší | Vedlejší  | Hostující       |                 | Matouš Ruml                      |
| Romy Rosemont     | Carole Hudson-Hummel  | Vedlejší        | Vedlejší        | Vedlejší | Hostující | Vedlejší        | Vedlejší        | Radana Herrmannová               |
| Ashley Fink       | Lauren Zizes          | Vedlejší        | Vedlejší        | Vedlejší | Hostující |                 | Hostující       | Klára Šumanová                   |
| Max Adler         | Dave Karofsky         | Vedlejší        | Vedlejší        | Vedlejší |           | Hostující       | Vedlejší        | Libor Bouček                     |
| Jonathan Groff    | Jesse St. James       | Vedlejší        | Vedlejší        | Vedlejší |           |                 | Vedlejší        | Michal Holán                     |
| Kristin Chenoweth | April Rhodes          | Vedlejší        | Hostující       |          |           | Vedlejší        |                 | Stanislava Jachnická             |
| Robin Trocki      | Jean Sylvester        | Vedlejší        | Hostující       |          |           |                 |                 | Dana Syslová                     |
| Idina Menzel      | Shelby Corcoran       | Vedlejší        |                 | Vedlejší | Hostující |                 |                 | Petra Hobzová                    |
| Dijon Talton      | Matt Rutherford       | Vedlejší        |                 |          |           |                 | Vedlejší        |                                  |
| Gwyneth Paltrow   | Holly Holliday        |                 | Vedlejší        |          |           | Vedlejší        |                 | Dana Černá                       |
| NeNe Leakes       | Roz Washington        |                 |                 | Vedlejší | Vedlejší  | Vedlejší        | Hostující       | Irena Hrubá                      |
| Whoopi Goldberg   | Carmen Tibideaux      |                 |                 | Vedlejší | Vedlejší  | Hostující       |                 | Jaroslava Obermaierová           |
| Grant Gustin      | Sebastian Smythe      |                 |                 | Vedlejší | Vedlejší  | Hostující       |                 | Daniel Krejčík                   |
| Samuel Larsen     | Joe Hart              |                 |                 | Vedlejší | Vedlejší  |                 | Vedlejší        | Robert Hájek                     |
| Vanessa Lengies   | Sugar Motta           |                 |                 | Vedlejší | Vedlejší  |                 | Vedlejší        | Rozita Erbanová                  |
| Damian McGinty    | Rory Flanagan         | Does not appear | Does not appear | vedlejší | hostující | Does not appear | Does not appear |                                  |